# オウム真理教の歴史
本項では、オウム真理教の歴史について記述する。日本の新宗教オウム真理教の成立から崩壊までの教団史、および、教祖麻原彰晃（松本智津夫）の活動歴なども視野に入れて解説する。
年表については、オウム真理教の年表を参照。

## オウム真理教成立以前

### 思想形成
後にオウム真理教の教祖となる麻原彰晃こと、松本智津夫は、熊本県立盲学校小学部の時、文句を言わず思い通りに働いてくれるロボットをたくさん作って、ロボット帝国を築くと語っている。左目は緑内障で見えなかったが、右目の視力は0.3-0.4はあったとされ、ソフトボールを受け止めることができた。中等部では、5歳下の下級生を子分とし、金も渡さずに駄菓子屋に菓子や飲料を買いに行かせたり、カバンを持たせたり、殴ったりした。高2の時には光源氏について脚本を書き、麻原が主役を演じた。バンドをつくり下級生に楽器を弾かせ、西城秀樹を歌い、寮祭では西城秀樹の「ちぎれた愛」からタイトルをとった劇を自作自演した。高3時は身長175cm、体重80キロと体格はよく、柔道部でも活躍した。麻原の将来の夢は総理大臣で、田中角栄の伝記を読んだ。高等部（または専攻科）在籍時に生徒会長に立候補した時には、年下の女子生徒を4-5人引き連れて選挙活動をした。盲学校では児童会長、生徒会長、寮長と何度も選挙に立候補したが、一度も当選しなかった。専攻科では、自治会で忘年会や寮母への感謝行事の廃止や、寮祭予算の削減などを主張、議事が混乱した。
無許可薬品の販売で漢方薬局を閉鎖したり再開していた若い時期には、気学、四柱推命、奇門遁甲などの中国運命学、特に仙道を修行し、気を体内に循環させ尾骶骨付近に眠っている霊的エネルギーを一気に頭頂に突き抜消させる大周天を習得し、さらに幽体離脱、手当て療法などの超能力を身につけたという。
宗教団体GLAの教祖で釈迦の生まれ変わりとされた高橋信次の全集を読み、また長兄の影響で創価学会や阿含宗の著作にのめり込み、阿含宗に入った。教祖桐山靖雄はクンダリニーを覚醒させ即身成仏したとし、また意志すれば着火できるとも主張し、信者には千座行によってカルマから解放され、クンダリニー・ヨーガによってチャクラを覚醒し超人になることを説いた。また桐山は大脳生理学や深層心理学等も借用し、1970年代のオカルティズムと超能力の国際的ブームに乗って若者に影響を与えた。3年間（阿含宗側は3か月間とする）在籍した麻原は阿含宗が千座行で毎日金を寄付させるのを後に批判している。阿含宗からは仏教・密教以外にも、用語、ヨーガ、超能力、終末観などに関しても麻原は影響を受けたが、オウムでは終末を回避不能とするなど阿含宗とは教義上の違いがある。独立後の麻原は桐山よりもヨーガを重視しヨーガの主神シヴァを本尊とし、ヨーガと仏教を結びつけ、超能力を追求した。また、オウム信者には元阿含宗信者が多く、林郁夫、早川紀代秀、岡﨑一明、新実智光、井上嘉浩らの教団幹部や高橋克也も阿含宗信者だった。オウムの教義や修行法を作ったのも翻訳研究班に所属する元阿含宗信者だった。1990年の石垣島セミナーの参加者500人のうち二百数十人が阿含宗元信者だった。
精神科医で予言研究者の川尻徹が書いた「滅亡のシナリオ―いまも着々と進む1999年への道」（1985年、原作=ノストラダムス　演出=ヒトラー） を麻原は著者と何度も文通するほど愛読し、自分もノストラダムスの予言に登場する人物であると信じており、麻原を救世主キリストとした一団が、復活したナチス帝国に勝利するとも述べたこともあった。ヒトラーの『我が闘争』も愛読していた。麻原はアニメ宇宙戦艦ヤマトのデスラー（ヒトラーがモデル）と自分が似ているとも語った。
麻原は長兄の影響で毛沢東を近代で最も尊敬すると述べた。一方で共産主義は良い点もあるがもうすぐ潰れると考えており、ソ連や中国は「物質主義で宗教を否定し、神の意思に反した悪の国」ともしていた。麻原は1994年に中国に行った時「毛沢東が亡くなったのは神が亡くなったようなものだ。自分が次の毛沢東になるようにという示唆を感じた」と「共産党の歌」を歌い始めたが、その後「でも毛沢東の最後はおかしくなっちゃうんだよな」と言い、以後朱元璋の転生というようになった。
麻原は天皇を敵視し、日本国を嫌っており、パイロットババにも日本は嫌いだと何度も語った。作家の藤原新也は、こうした麻原の反日的な思想の背景に目の病とその原因として水俣病があったのではないかと思い、麻原の長兄にそのことを質問すると、魚やシャコを大量に食べた幼少期の智津夫ははじめに手が痺れ、そのうち目の病となったため、水俣病患者として認定するよう役所に申請したが却下され、さらに申請したことで「アカ」と噂され肩身の狭い思いをしたと兄は証言した。
こうして、武力革命の肯定や反米主義、ユダヤ・フリーメーソン陰謀論などをミックスした終末思想を形成していった。
のちの上祐史浩と大田俊寛との対談 によれば、オウムの活動の最終目的は「種の入れ替え」であり、それは教団の上層部において、ある程度共有されていた。麻原の世界観では、人類全体が自らの霊性のレベルを高め、超人類や神仙民族と呼ばれる存在に進化する「神的人間」と、物質的欲望におぼれ動物化していく「動物的人間」の2種類に大別され、現在の世界は「動物的人間」がマジョリティを占めており、他方、「神的人間」はマイノリティとして虐げられている。この構図を転覆しようというのが、「種の入れ替え」であり、オウムでは数々の修行やイニシエーションによって、「神的人間」を創出・育成し、同時に人類の霊性進化の妨げとなる「動物的人間」を粛清する目的で、70トンのサリンを製造し、日本をサリンで壊滅させた後に「シャンバラ」や「真理国」と呼ばれるユートピア国家を樹立しようという最終目標を持っていた。

### 漢方薬局、阿含宗入信、無許可薬品の販売
1978年、石井知子と結婚し、千葉県船橋市湊町の新居に鍼灸院「松本鍼灸院」を開院し、タウン情報誌の広告で「中国で学んだ松本智津夫の中国式漢方総合治療室」と称し腰痛、ムチウチ、肩こり、頭痛で悩む方、「美しく痩せたい方」を募集した。なお、「あん摩マツサージ指圧師、はり師、きゆう師等に関する法律」では医業の広告や医業類似行為も規制されており、虚偽誇大広告は禁止されている。既にこの頃、予備校時代からのブレーンが若者を勧誘して「世直しの集会」を開き、鍼灸師は「仮の姿」と語っていた。同年9月には診察室兼漢方薬局の「亜細亜堂」を開業し、耳つぼに鍼を打って痩せる施術をしたり、こんにゃく、ミカンの粉末をダイエット食品として販売した。1980年7月、保険料の不正請求が発覚し、670万円の返還を要求され、亜細亜堂を閉鎖したあと、8月に阿含宗に入信した。
1981年（昭和56年）2月、船橋市高根台に「BMA薬局」（BMAはブッダ・メシア・アソシエーションの略）開局。GLA（ゴッド・ライト・アソシエーション）の影響ともいわれる。この頃、朝鮮人参や蛇の皮、みかんの皮、人参などを酢酸とエタノールに漬けた無許可の漢方薬やダイエット薬「ビューティー」を製造する「天恵の会」を作り、都心の京王プラザホテルなどで3万円から6万円もする「風湿精」『青龍丹』「降圧精」などを「リウマチ、神経痛、腰痛が30分で消える」と称して販売し、4千万円を売り上げた。1982年6月、詐欺被害の訴えによって薬事法違反で逮捕、20万円の罰金刑を受ける。これに先立ち、当時熊本で鍼灸院を経営していた長兄もミカンの皮を「体内を浄化する薬」として１回2万円で販売しており、麻原はこれを真似たともいう。
逮捕後、ヨーガ・スートラを研究。同1982年、経営塾などをやっていた人物である西山祥雲に弟子入りし「彰晃」の名をもらい「松本彰晃」を名乗る。西山のセミナー「自念信行会」の副教祖にしてくれと懇願した際、麻原が右手で輪を作り、左手を上に向けて膝に置いて、「お釈迦さんだってこんなポーズをとっているでしょう。銭もってこい、と言ってるんですよ」と笑ったため、西山が怒ると、麻原は泣き出した。

### 阿含宗からヨーガ経典へ
麻原への阿含宗の影響は濃厚であり、1986年の「超能力秘密の開発法」でも、阿含宗は「システム、創始者の法力は我が国で一番優れている」と称賛し、毎日の修行、入会のしやすさ、マスコミの利用、宗教の研究、創始者の念力などがその優れている理由とした。
阿含宗の前身の観音慈恵会では、因縁を変えて幸福になることが「因縁解脱」とされ、准胝観音の力を頼み、真言、陀羅尼を千日間唱える供養行を行う（千座行）。特に悩み事がある場合は「お伺い書」を出して、教祖桐山靖雄に面会し、桐山はお伺い書を透視し（因縁透視）、「御霊示」を示す。『幸福への原理』（1957）では、我や欲を捨て、人を助け、功徳を人に施すことで宇宙の生命力と一体化し、観音エネルギーを充実させることが可能で、法華経での一念三千と説く。1970年代になると、『変身の原理－密教・その持つ秘密神通の力』（1971）や『密教・超能力の秘密』（1972）で、瞑想による密教・ヨーガ的な身体修行、クンダリニーヨーガ、そして大脳生理学など「新しいサイエンス」と融合した技術によって、超能力を得て超人、ホモ・エクセレンスに変身できると説いた。桐山は「科学と技術はヒトの力を無限に拡大したが、同時に、ヒトの殺戮と搾取と憎悪と闘争をも無限に増大させた。このままでは、まもなくホモサピエンスは絶滅する」といい、ヒトを改造して古い社会体系を解体させる技術によって新しい文明を作ろう、「この革命だけが全人類を破滅から救う」と説いた。その後大乗仏教を批判し、原始仏教の阿含経を重んじるようになり、1978年に阿含宗を立宗した。桐山は1974年にヨギ・バジアン（Yogi Bhajan）のアメリカ大会に出席したり、コロラド州のナローパ大学にチョギャム・リンポチェを訪問したり、1980年11月に来日中のダライラマが東京道場に来山、その写真をパンフレットなどで華々しく掲載した。1983年8月、ニンマ派ミンリン・ティチン・リンポチェによる戴冠式で桐山は僧位を授受した。1983年に桐山はクンダリニーヨーガのチャクラ説を初めて日本に紹介して日本の密教ブームを引き起こしたのは自分だと自負した。
毎年二月の「阿含の星まつり」に参加する信徒数は、1977年に5000人だったのが年々増大し、1983年には50万人と百倍になり、この急激な成長期に麻原は入信していた。麻原は入信動機として「密教・超能力の秘密」他の本を読んでと書いていた。
阿含宗内で麻原を囲むグループは、ヨガ修行を熱心に修行しており際立っていたという。朝日新聞1995年5月16日は、麻原は毎月例祭には顔を出し、本部道場へよく奉仕に来るような熱心で若い阿含宗のリーダー的存在だったと報じ、週刊朝日1995年4月7日号は84年秋に麻原は三人の阿含宗信者とともに脱会したと報じたが、桐山はこれらの報道は間違いという。他方、読売新聞1995年5月17日夕刊は、麻原は当時ほとんど姿を見せず、在籍も3か月ほどで、まともな修行はしていないし、教団運営のノウハウを知るのが目的かと報道したが、桐山はこれが真実に近いという。
阿含宗からオウムに移った元信者は、阿含宗では修行を6年10年以上続けないと解脱できないとされていたが、オウムでは解脱がもっと身近だったところが魅力だったという。12年間信仰した後阿含宗を脱会した廣野隆憲は、阿含宗ではヨーガや行法の伝授は限られており、桐山が求聞持聡明法を修得したのか、またそれを伝授する意思があったのか疑っている。
阿含宗で高いレベルの瞑想法を実践できなかったことに不満を抱いていた麻原は、佐保田鶴治が訳したヨーガ・スートラを独学した。佐保田の『ヨーガ根本教典』は、阿含宗の関連企業の平河出版社から出版されており、桐山は著作で「ヨーガによるヒトの改造」を論じる際に佐保田の著作を長文引用している。麻原はヨーガ学派・サーンキヤ学派の用語を多用して、真我 （アートマン）は現象界のグナの干渉でニルヴァーナから落下して苦の世界が生じたとし、これを修行によって真我に復帰することを目指した。
麻原脱会後も桐山は、ニンマ派、シャム派、サキャ・ツァル派、カギュ派等から僧位や称号を授受しており、サリン事件後の95年、桐山は「私は、日本人として、ただ一人の、チベット仏教の法を伝える大阿闍梨なのである」とグルとしての正当性を主張した。

### 超能力・ヨーガ教室「鳳凰慶林館」・「オウムの会」

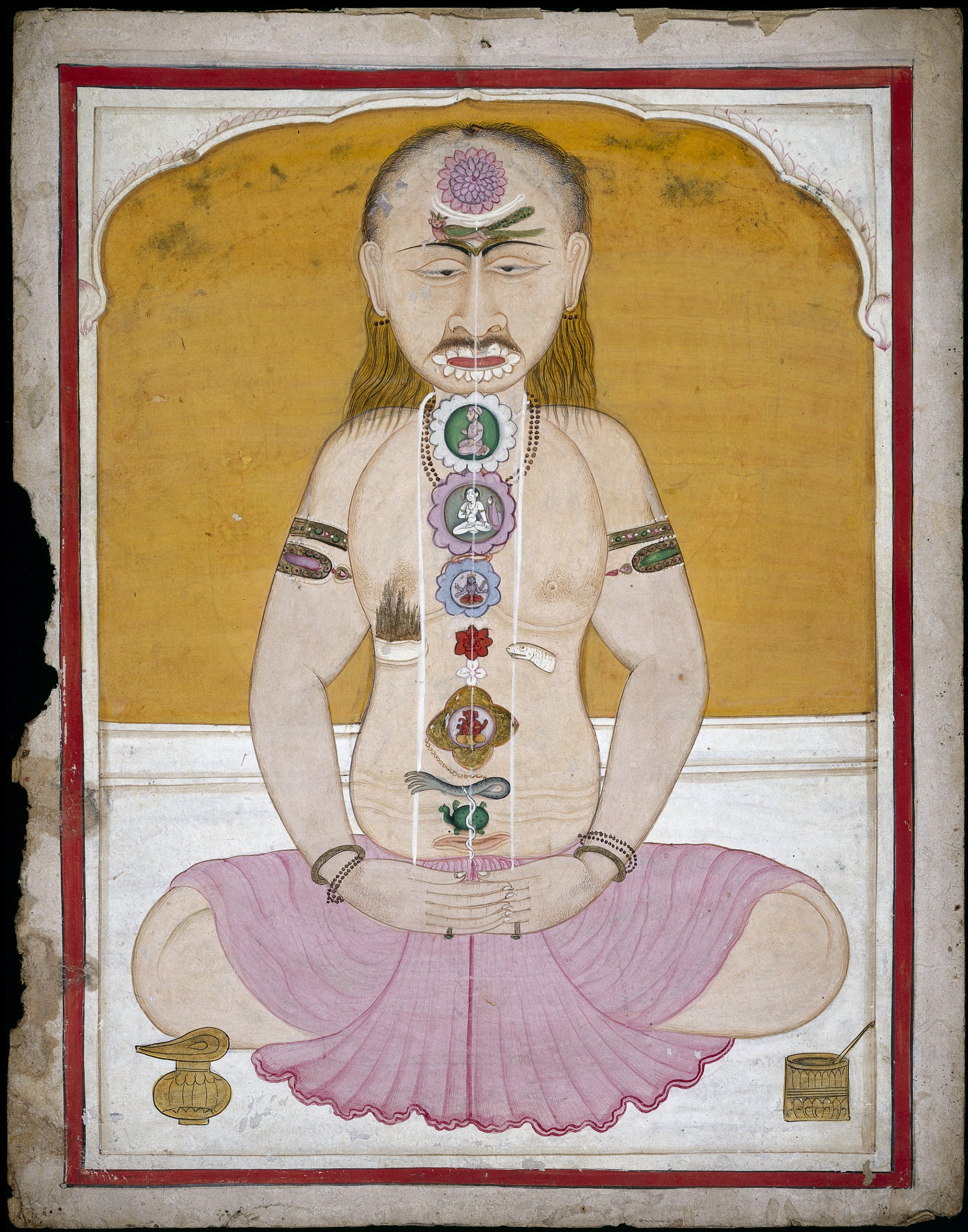
チャクラ、ナーディ、クンダリニーが描かれたタントラ行者の図

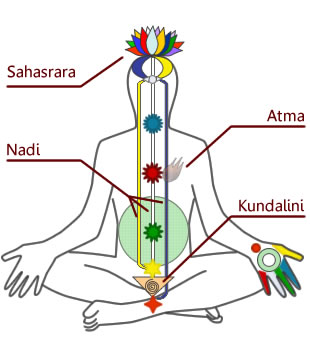
クンダリニー・ヨーガにおける位置。上部の花弁:サハスラーラ・チャクラ、最下部はクンダリニー

1983年（昭和58年）夏（28歳）、阿含宗脱会。東京都渋谷区桜丘に、サイコロジー（心理学）・カイロプラクティック・仙道・ヨーガ・東洋医学・漢方などを統合した能力開発の指導を行う学習塾「鳳凰慶林館」を開設、塾生は女性に限定されており、ダイエット美容や健康法が中心だった。松本はこの時「麻原彰晃」と名乗り始める。
1984年（昭和59年）2月、「鳳凰慶林館」からヨーガ教室「オウムの会」へと鞍替えした。同年5月28日にはオウム株式会社を設立。この時、長兄に「教祖になってくれないか」と依頼している。この頃、麻原は平和健食も設立し(株式会社オウムと同一住所)、美容薬品「貴妃」を販売した。1984年6月には飯田エリ子の紹介で、麻原が販売する健康食品のモデルとして、石井久子が訪れる。当時は超能力の獲得を目指すアットホームで明るいヨガ教室だった。
この頃、オカルト系雑誌の『月刊ムー』が、このオウムの会を「日本のヨガ団体」として取材、写真付きの記事を掲載した。麻原はこれらオカルト雑誌に空中浮揚の瞬間と称する写真を掲載したり、ヒヒイロカネについての記事や、『生死を超える』『超能力秘密の開発法』などの本を宣伝した。
1985年9月、週刊プレイボーイの超能力担当記者にヨーガによる解脱で核戦争による人類滅亡を乗り越えるのが会の趣旨であると述べる。雑誌『トワイライトゾーン』1985年10月号で「2006年までに核戦争の第一段階は終わっている」「核戦争は浄化の手段ですね。だから、私はノアの方舟も信じられます。選りすぐったレベルの高い遺伝子だけを伝えるんです。だけど、人が「自分の分け前をさいて人に与えよう」というように考えない限り、浄化はなくならないんですね。」「私の目指すのは最終的な国なんです。それは、仏教的・民主主義的な国、完璧な超能力者たちの国」、理想郷シャンバラを確立するために神になる修行をしたと取材に答えた。前年に出版された「ムー」1984年11月号「特集　地底からの救済　シャンバラ大予言」では、チベットに伝わるシャンバラ王国には、賢者たちが住み、核戦争後の霊的戦争において、神軍を組織して、邪悪な軍団を迎え撃つ。キリストや釈迦はシャンバラの使者で、ヒトラーはシャンバラを探究し、超科学によるオカルト兵器を開発した。悟りを得た菩薩（阿羅漢）が5万人いれば、人類は救済されるという内容で、オウムの教義と重なる。また、超意識の進化では「頭脳と頭脳が直接交流できれば、誤解のない直接的な精神の交流が可能」とされ、これはPSIのアイデアとなった。1985年9月には阿含宗が「シャンバラ」を商標登録して、その名を冠したサロンを開設したり、冊子「シャンバラ通信」を刊行した。オウム神仙の会も阿含宗と競うように「シャンバラ新聞」を刊行した。
1985年12月にヒマラヤの完成者マニクラチューからインドへ来いとの啓示があり、1986年（昭和61年）1月、麻原はインドを訪問し、スワミ・アガンダナンダやパイロット・ババ（Pilot Baba）等と会う。
1986年3月に刊行した書籍「ザ・超能力秘密の開発法」では仙道、仏教、密教、ヨーガの集大成として「だれでもこの方法で修行すれば超能力者になれる」と説き、また同書では、全生物の中に仏性・神性を認めそれから学び奉仕するというカルマ・ヨーガを修行に加えたとし、「例を挙げるならば、自分を裏切ったり、悪口を言ったりする人がいても、そういう人たちの行為を認め、自分を見つめ直す機会として学ぶのである。（略）わたしに、このヨーガが必要だったのは、傲慢になりやすい人間だったからである。よくよく自分の性格を分析すると、自分だけが正しいという思い込みがあって、他の人の心の動きを当然のことのように無視してしまうことがあったのだ」とも書いた。また、イニシエーションとして、クンダリニーという霊的エネルギーを覚せいさせて超能力を身に着けることができるシャクティパット等のセミナーを開催した。

### オウム神仙の会・「最終解脱」（1986年 - 1987年）
1986年4月、オウムの会をオウム神仙の会と改称した。
1986年5月、麻原は杉本繁郎ら弟子数人と精進湖のキャンプ場で3週間ほど修行したが、その最終日の夜、麻原は「今から私の本音を語る」と前置きして、「今の国家を転覆させる」、明治維新も数人から始まった、将来はフリーメイソンと戦うことになる、と語った。
1986年5月から6月にかけてヒマラヤに行き「最終解脱」したとし、同時期に雑誌『トワイライトゾーン』（ワールドフォトプレス刊）に「解脱への道」の連載を開始した。麻原は「1986年夏、ヒマラヤで最終解脱した」と宣伝したが、インドのヒマチャル・プラデシュ州マナリ現地の僧侶たちは、「そんな話は聞いたことがない」といい、ヒマラヤ仏教徒協会のヒラ・マルは「小さな街なので、麻原のような目立つ風貌の者が山にこもって修行していたら耳に入るはずだ」という。サムドン・リンポチェ元チベット亡命政府首相は、1986年に空港で日本人女性に「尊師と会って欲しい」と声をかけられたので会うと、麻原はいきなり、ダライ・ラマのイニシエーションを受けられるよう取り計らって欲しいと言ってきたが、サムドン・リンポチェは断っている。
当時、麻原が弟子の前で最終解脱できないと悩んでいたのが、帰国直後の説法で最終解脱を発表したので、疑いを持った弟子達がやめた。弟子の質問に対し麻原は「だってな、俺って解脱したよな、ケイマ」と石井久子に同意を求め、石井がうなづいて説明が終わった。1987年、大阪道場で井上嘉浩に「インド？あれはパフォーマンスだ。実は渋谷で最終解脱した」と答えている。また、麻原は説法で「最終解脱」は最終ではなく、その先に「最終完全解脱」があるが「それは達成できなかった」と述べている。1991年頃、雑誌スパの質問に対して、麻原は「だって、仏陀が大勢現れて祝福してくれたんですよ」と述べるだけで、最終解脱の具体的な証拠は示さなかった。のちに麻原は上祐に「最終解脱は、本当は1986年のヒマラヤではなく、それ以前だが、ヒマラヤと言った方が、イメージがいいからそう行っている」と告白しており、上祐は「最終解脱者」は現地の高僧に認定されたものではなく麻原の自称であり、麻原は最終解脱者を演じていたのではないかという。
『トワイライトゾーン』1986年6月号で麻原はヨーガ行者雨宮第二を自分の未来予言を認めた修行者として紹介した。しかし雨宮は、麻原が最終解脱したと雑誌で主張したことを電話で厳しくとがめ、両者は決裂した。
1986年8月の丹沢セミナーでパイロットババを招待した。このセミナーから、座っている麻原の足に礼拝するヨーガ式礼拝を行うようになり、麻原はパイロットババの足に礼拝し、師弟の礼をとった。しかし、麻原は、ババが水中サマディをせず女と金を要求したと不満で、のちの講話でババは嘘つきだと非難した。
この1986年夏の丹沢セミナーに参加していた元ラジニーシコミューン日本支部にいた信者に対し、麻原はサンガ（出家）制度を作ってくれないかと依頼した。信者はラジニーシが起こした事件もあったため、即答できなかったが、他の幹部からの説得もあり、渋々引き受けた。最初の出家者は石井久子だった。同年秋、横浜市内の一軒家での共同生活が始まり、杉本や新実らのメンバーはそれぞれアルバイトなどで120万円を稼ぎ、教団へ布施した。同時期、在家信者の修行コースの料金も大きく値上げされ、「このぐらい出さなきゃ、解脱なんてできないんだ」と麻原は説明した。
1986年11月頃、青年部を設立（のちボーディーサットヴァの会）、上祐、杉浦実、岐部ら10人がいた。
1987年（昭和62）1月4日の丹沢セミナーで、密教修行者が魚を焼いて殺して食べたが、これは釈迦のいう不殺生だが、その魚の魂を高い世界へ上昇させるポアであり功徳だ、チベット密教では盗賊を殺すことも功徳となるとし、「グルがやれと言ったことすべてをやることができる状態、例えばそれは殺人も含めてだ、これも功徳に変わる」「グルのためだったら殺しだってやるよというタイプの人はクンダリニー・ヨーガに向いてる」とすでに説いていた。他にも「私も過去世においてグルの命令によって人を殺してる」「人を殺すというものはできないものだ。しかし、そのカルマですらグルに捧げたときにクンダリニー・ヨーガは成就する」「グルがそれを殺せと言うときは、例えば相手はもう死ぬ時期に来てる。そして、弟子に殺させることによって、その相手をポアさせるというね、一番いい時期に殺させるわけだね。」とも説いた。ただし、この時点では、殺さない、盗まない、よこしまなセックスをしない、うそをつかない等が「無難な方法」と述べている。
1987年（昭和62）2月頃、インドから帰国後、麻原は青年部が派手に動くので、青年部とサンガの統合を命じた。1987年4月、大阪支部にボーディーサットヴァの会が設立、早川が会長に指名された。

### 麻原と家庭
当時は松本家一家は千葉県船橋市に住み、貧しく家族全員で1つの寝室を共有していた。食事は野菜中心で肉の代りにグルテンを肉状にしたものを食べたり、ちゃぶ台の上にホットプレートを置き、「野菜バーベキュー」を楽しんでいた。この船橋の家には「瞑想室」があり、宗教画が掛けられ棚には仏像が置かれていた。麻原は日に1度は瞑想室にこもり修行をしていた。棚の前にはちゃぶ台があり、麻原はそれを祭壇と呼んでいた。「形は重要じゃない。心が重要なんだ。私にとっては」というのが麻原の口癖だった。後に教団が大きくなってからも、麻原はそれを祭壇として使っていた。
当時、麻原はヨーガ教室を東京都渋谷区で開いていたため、家にいることが少なかった。たまに帰宅すると強度の弱視のためテレビにくっつくように野球中継を見ていた。1986年ころには世田谷区の道場に住み込むようになりほとんど家に帰らなくなる。たまに麻原が帰宅すると3人の娘たちが大喜びで玄関まで走って行き、姉妹で父を奪い合うような普通の家庭であった。次女は父の帰宅を「太陽のない世界に、太陽が来た」などと表現していた。しかし、妻の松本知子は麻原が滅多に帰宅しないことから精神不安定であり、麻原に向かってなじるようないさかいがあり、麻原はこれにほとんど抵抗をしなかった。3女松本麗華の目には、知子が麻原の宗教を信じているようには見えなかったが、知子は麻原の著書の代筆を深夜まで行っており、後の麻原の著書のいくつかは、知子が書いたものであった。
麻原は子供に向かって「蚊に刺されると痒くていやだね。でも蚊も生きているんだよ」とか「お釈迦様によれば、私たちは死後生まれ変わり、もしかしたら蚊に生まれ変わるかもしれない」などと話していたが、一方妻の知子は蚊を平気で殺していた。

## オウム真理教の成立（1987年 - 1989年）

### 核戦争から人類を救済する宗教として
1987年（昭和62年）6月、東京都渋谷区において、従前の「オウム神仙の会」を改称し、宗教団体「オウム真理教」が設立された。「真理教」の名前は石井久子以外には「いかにも新興宗教」と不評であり、もっと宗教色を隠さないと一般受けしないという意見もあったが、麻原は「救済活動をする為なのだから真理教にする」と拘った。宗教化後は多額の献金を要求するようになり、ワークも増え、会員の三分の一が脱会した。
1987年には、自分個人の解脱に至る小乗（ヒナヤーナ）の教えから、自己のみならず他人も救済する大乗（マハーヤーナ）の教えを説くようになっていた。1987年7月16日には世田谷道場で「解脱のための一番手っ取り早い方法は、自分の持っているもの 全部を空っぽにし、グルあるいはシヴァ神の求めているものを意思して実行することである」、解脱者を3万人出せば、そのサットヴァのエネルギーによって核兵器が無意味になり、真理は一つになる」と説法した。同年8月に刊行した書籍「イニシエーション」では「1993年までに世界各国に二つ以上の支部ができなかったら、1999年から2003年までに確実に核戦争が起きる」と予言し、「核戦争を回避するためには、オウムの教えを世界に広めていかなければならない」と教団による人類の救済を説いた。
麻原は解脱して超能力を身に付けたといい、神秘体験に憧れる若者を中心に組織を急速に膨張させていく。さらに麻原は自らをヒンドゥー教の最高神の一柱である破壊神シヴァ神あるいはチベット密教の怒りの神「マハーカーラ」などの化身だとも説き、人を力尽くでも救済するこの神の名を利用し目的のためには手段を選ばず暴力をも肯定する教義へと傾斜していく。
麻原は自らの権威づけをかねて主要な弟子を引き連れて世界各地の宗教聖地を巡った。1987年、「麻原の前世が古代エジプトのイムホテップ王であった」ということから、同王が埋葬されているピラミッドの視察目的でエジプトツアーを行った。後に麻原は自著において「ピラミッドはポアの装置だ」と述べた。1987年11月にはニューヨーク支部を設立させるが、後に麻原はアメリカは666の獣・悪魔の勢力だと主張し、撤退している。
1988年元旦に刊行した著書『マハ一ヤーナ・スー卜ラ　大乗ヨーガ経典』で麻原は大乗仏教とヨーガ哲学を混淆させたうえで、「現代の人間は、まあ大体地獄か、餓鬼か、動物かに生まれ変わる（略）なぜかというと、まず殺生をしますね。盗みもします。邪淫もしますし、嘘もつく。酒は飲むと。これはもう救済の方法がない」と現代社会に対しきわめて否定的で厭世的な見方をした。

### 信徒の土地乗っ取り事件と日本シャンバラ化計画（1987年 - 1988年）
1987年7月に入信した近畿で有機野菜販売会社を経営する在家信徒は、太陽電池をエネルギーとし、学校、病院、ログハウスなどのある村の建設計画を持っており、既に土地を取得したことをオウムに話すと、1988年教団はそのアイデアを流用して日本シャンバラ化計画を打ち立て、ロータス・ビレッジ構想を発表した。その後、知らない内に土地、山林、工場、会社が石井久子名義になっていたため、脱会した上で訴訟となった。1996年4月、和歌山地裁は登記取消を認め、元信徒は勝訴した。
シャンバラ化計画では、3万人の成就者を出し、世界全ての国に支部を二つ以上設立し、日本本部と各国支部とのネットワークを通じて神聖なバイブレーションを発し、地球全体をシャンバラ化するとされ、1999年までに実現すればハルマゲドンは回避されると説かれた。ロータス・ビレッジ構想では、学校、病院、買い物施設、老人ホームが完備され、ゆりかごから墓場まで真理に則った生活ができるコミュニティが計画され、実現のためにシャンバラ化基金が設けられ、基金パンフレットには「見えてきた/超人たちの世界が/地球を守ること　それは弟子である　あなたの使命だ」、核戦争になっても、意識を移し変えれば、肉体は滅びてもアストラルボディは生き残る、と書かれた。
麻原は、天理教の天理市のような宗教都市をモデルとし、1984年春には天理市の調査を探偵に依頼している。

### ダライ・ラマらチベット高僧を利用した宣伝（1988年）
1988年（昭和63年）頃、麻原はチベット亡命政府の日本代表であったペマ・ギャルポに接触し、自分の瞑想体験の成果をチベット仏教の先生に見てもらいたい、というのでギャルポはダラムサラに紹介した。現地の長老たちは、一緒に瞑想すると、かなりの者ということになり、ダライ・ラマに会うことになった。ダラムサラは、麻原の傲慢さを察知し、法王の監督の下におければと思い、面会させたともいう。麻原は訪問前に10万ドルをダラムサラに寄付し、その後、150万ドル以上の寄付をした。
1988年3月、麻原はカギュ派のカル・リンポチェ師を訪問する。同師は麻原が修行体験について質問すると「体験は解脱ではない」と繰り返し戒めるかのように語りながら、「ヴァジラヤーナ（金剛乗）」の教えには、他に手段が無ければ、大きな悪を働こうとしている人を殺すことを肯定する場合があるとも話した。通訳だった上祐によれば、この時以来、麻原は「ヴァジラヤーナ」という言葉を盛んに使い始めた。カギュ派には、グルへの帰依が強調される中で、グルの指示で王族を襲ったとか、他人の物を盗んだとかいう逸話があり、オウムで使われたマハームドラーという言葉もカギュ派の最高の修行法である。
1988年7月6日にはダライ・ラマ14世と会っている。麻原側は両者の会談の模様をビデオならびに写真撮影し、会談でダライ・ラマ14世が「ねえ君、今の日本の仏教を見てみたまえ。あまりにも儀式化してしまって、仏教本来の姿を見失ってしまっているじゃないか。これじゃあいけないよ。このままじゃ、日本に仏教はなくなっちゃうよ。」「君が本当の宗教を広めなさい（中略）君ならそれができる。あなたはボーディ・チッタ（仏陀の心）を持っているのだから」と麻原に告げたとしてオウム真理教の広報・宣伝活動に大いに活用した。
インドから帰国直後の1988年7月21日に、麻原は元幹部との極秘会話でヴァジラヤーナは救済するために本当に必要な力、仏陀の持つ神秘的な力を身につけることによって一日も早く救済を成功させる道である、「グルのいったことは絶対であるとかね、あるいはグルのためには殺生ですらしなければならないとかね。例えば、大乗の戒において、ここで五百人の衆生が苦しむんだったら、殺されるんだったら、その殺す人を殺しても構わない」と語り、後に実行される殺害行為を正当化することをすでにこの時に語っていた。
1988年8月に富士山総本部道場の落成記念イベントに招待されたカル・リンポチェ師は、麻原を「偉大な仏教の師」と称賛し、「あなた方のグルに奉仕し、そして彼がするようにといったことは何でもするようにしなさい」と説法し、自分をミラレパに、麻原をカギュ派を拡大したガンポパに例えた。師の麻原への評価がインドでの評価より格段に高くなったことに麻原は驚き、「私に多くの信者がいることを見たからではないか」と推察した。上祐はじめ多くの信者はカル・リンポチェ師の称賛を理由に麻原への帰依を強め、中沢新一も「カル・リンポチェ師は簡単にだませる人ではない」とオウムを肯定する根拠とした。
1989年11月に坂本弁護士一家失踪事件が起きると、ペマ・ギャルポが被害者の会と接触し、未成年者の入会、弁護士一家失踪、血のイニシエーションの話を聞いたペマは危機感を強め、チベット亡命政府に麻原と関係を持たないように助言した。これに怒った麻原は雑誌や本などでペマを「妨害した」「卑劣極まる」と非難した。ペマは麻原とテレビで共演し、「最終解脱者はダライ・ラマも言っていないし、それを自称するのはおかしい。チベットでも日本でも、最終解脱者を名乗った宗教家はいない。名乗るならば麻原教を名乗ればよく、仏教をやめるのはおやめなさい」、ダライ・ラマ法王は『すべての人々は仏陀になれる。仏性を持つ』と麻原にいったのであり、麻原が仏陀だとはいってないし、そもそも法王も自分が仏陀だとはいっておらず、『（自分は）ただ一人の僧侶にすぎない』と、いつもいう。その法王があなたのことを仏陀だとおっしゃるはずがない」と言ったら、麻原は怒った。ペマによれば、血のイニシエーションはチベットの僧侶の誰も聞いたことがなく、また、教団でシヴァ神が祭られているのは奇妙で、麻原がテレビ出演の際に世俗の権威を象徴するような大きな椅子に座っていたことにも疑問を抱いた。1989年12月のダライ・ラマ14世ノーベル平和賞受賞式に麻原は招待されなかった。
衆議院選惨敗後の1990年3月9日、「被害者の会」の永岡弘行やジャーナリストの江川紹子らがチベット亡命政府宗教文化庁次官カルマ・ゲーリックに面会すると、オウムが法王の発言として宣伝しているのは「ありえない。嘘だ」「ダライラマが、麻原に仏陀の素質があるなどと発言するわけがない」と回答し、「麻原の活動について我々はほとんど知らない。直接的にも間接的にも、我々はオウムと無関係である。麻原が法王と会ったのは確かだが、それを麻原が利用するのは間違っている。」「麻原は仏教を学びに来た者の一人に過ぎない。ダライラマは何万人に仏の教えを説いており、麻原だけに特別に教えるようなことはない」とした上で、麻原が仏教の教義に沿った活動をするつもりがあるなら、ダライラマセンター支部を日本に作り、そこで麻原を正しい道に導く努力はできると答えた。また、ゲーリックは、オウムが未成年から金をとったり、逃げた人を独房に監禁することに驚き、「仏教では未成年が出家する時には、両親の許可が必要だ」「麻原が道を踏み外したことも十分考えられる」と答えた上に、麻原の教団名も知らなかった。またこの取材で麻原がインド訪問時にニューデリーで最高級のホテルハイアット・リージェンシー・ホテルに宿泊していたことも判明しており、教団が「尊師は今でも毛布一枚で畳の上に寝られるほど質素であられる。それは（略）『自己のために布施を使うくらいなら、信徒の方々が思う存分修行ができる道場に充てたい』という尊師の願いがあるからなのだ」と信者に説明 していたこととの矛盾も指摘された。これらは週刊文春1990年3月29日号で報道された。
報道後の4月4日、麻原は富士山総本部で、3月16日にダライ・ラマ政庁に手紙で問い合わせたところ、「カルマ君」（ゲーリックを指す）は3月27日付け手紙で「わたしが言ったとされていることの九九パーセントは、全く本当のことではない」「自尊心を持つ人間なら、だれでも永岡氏とその一行を訴えたことでしょう」「日本の社会および政府がこのように無責任で程度の低い公共のメディアを野放しにしているとは全くショックなことです」と書かれていたと弟子たちに報告した（ただし、このゲーリックの手紙は麻原の説法以外で確認されていない）。麻原は、シヴァ神や仏陀への完璧なる信、あるいは完璧なる帰依からすると本件はどうでもいいことだと述べながら、聖者や修行者を誹謗した被害者の会やマスコミにはどういうカルマが返ってくるか、バッシング報道で「オウムへの信がなくなって落ちていった人」（脱会者）がいるが、彼らはチベット仏教に帰依していたのか、だとしたらオウム真理教に入信すべきではない、情報はわたしたちを苦しみの世界に叩き込むと述べ、麻原が帰依するカルマの法則は絶対だから、被害者の会もマスコミも墓穴を掘るだろう、と説いた。翌月には被害者の会やマスコミが地獄へ落ちるのは、仏陀と宇宙の秩序が約束した絶対的な真理だと説いた。1990年5-6月に撒かれたチラシでは、オウムがダライ・ラマを悪用したという記事は、「マスコミ、被害者の会、江川紹子が仕組んだ捏造記事」と主張した。教団はゲーリック報道などに関して江川紹子と出版社を訴えたが、判決では名誉毀損に当たらないとされた。この頃、全世界にボツリヌス菌を撒いてポアすると言い始め、本格的な武装化を開始した。
当時通訳も担当していた上祐によれば、オウムバッシングの際、麻原はダライ・ラマ法王にオウムを擁護する公式な書簡を要請したが、法王とオウムは個人的な友人関係での交流であり、組織の活動内容はよく知らない、以前別の日本の宗教団体が法王を利用した苦い経験があることを理由に法王は断った。その後、法王サイドが「オウム真理教は、大乗仏教の伝統を推進し、チベット難民のためにおしみなく援助している」といった公式の簡潔な1989年5月26日付け親書を作成したが、これは多額の寄付への感謝の意であり、麻原の神秘力などについての言及はなく、ダライ・ラマは麻原を宗教家として特別視することはなかった。
オウム真理教は教団の権威づけに多くのチベットの高僧やインドの修行者と接触し宣伝材料として利用していたが、事件後に行われたマスコミの取材に対して、オウム真理教から接触があった高僧や修行者は軒並み深い関係を否定している。
地下鉄サリン事件後の1995年4月5日に来日したダライ・ラマ14世は記者会見で「（麻原と）会ったことはあるが、私の弟子ではない。彼は宗教より組織作りに強い興味を持っているという印象が残っている。私に会いに来る人には誰でも友人として接している。しかし、オウム真理教の教えを承認してはいない。私は超能力や奇跡には懐疑的だ。仏教は、一人の指導者に信者が依存し過ぎるべきではないし、不健全だ」、「麻原を支持したのは、私の無知による間違いだった。これが私が生きた仏ではないことを示している」と語った。
また麻原は著書で「チベット亡命政府宗教大臣カムトゥール・リンポチェからイェシェー（完全な神の叡智）の段階にあると称賛された」と書いていたが、カムトゥール・リンポチェは「信じられないことだ。確かに二度、麻原に会ったのを覚えている。利用されたとすれば残念だ」と後に語っている。
江川紹子は「多額の寄付をしてもらえば、普通お礼はするし、多少のリップサービスをすることもある」とし、麻原はそれを利用し、オウムの権威や信用を高めようとしたと指摘する。上祐ものちの総括において、麻原はチベット高僧の権威を利用して宣伝に用い、またチベット高僧も麻原も人間であり、盲信してはならないと反省するようになったという。

## 暴走の開始（1988年・1989年）

### 信者死亡事件、富士総本部建設（1988年下期）
1988年（昭和63年）9月22日、在家信者死亡事件が発生。この事件に際して麻原は「いよいよこれはヴァジラヤーナに入れというシヴァ神の示唆だな」とつぶやいたという。
1988年10月頃、富士宮市人穴に総本部道場が建設された。1988年10月2日、富士山総本部で「いよいよオウムがヴァジラヤーナのプロセスに入ってきた。このヴァジラヤーナのプロセスは善も悪もない。ただ心を清め、そして真理を直視し、目の前にある修行に没頭し、後は神聖なるグルのエネルギーの移入によって成就する」「金剛乗の教えというものは、もともとグルというものを絶対的な立場に置いて、そのグルに帰依する。そして、自己を空っぽにする努力をする。その空っぽになった器にグルの経験あるいはグルのエネルギーをなみなみと満ちあふれさせる。つまり、グルのクローン化をする。あるいは守護者のクローン化をする。これがヴァジラヤーナだ」と麻原は説いた。1988年10月28日の富士本部説法で、「当初は凡夫の救済が私の役割だと考えきた、しかし近頃変わってきた、動物化した、餓鬼化した、地獄化したこの人間社会の救済は不可能かもしれないなと。（略）新しい種、霊性の高い種を残すことが私の役割だと考えるようになってきた。」と、凡夫の消滅、大量ポアの萌芽がある。
この1988年秋頃より麻原は体調を崩すことが多くなり、健康面に不安を感じ始め「自分が死んだら、教団をどうするのか」あるいは「私は長くてあと5年だ」「死にたい」などと洩らすようになる。肝硬変や肝臓がんだと大騒ぎになったりもする。高弟の前でも「もう死のうかな」と呟き、新実智光は「お供します」、早川紀代秀は「困ります」、上祐史浩は「残って救済活動をします」と答え、妻の松本知子は「勝手にすれば」と言ったという。3女松本麗華は、この頃から「麻原の死への願望は強まった」と考えている。解脱者が多くなりオウム真理教が世界宗教へと変貌し救済ができるとの真剣な思いがあったが、弟子の修行が思うように進まず、通常通りの方法では人間界が救われないという否定的な認識が麻原彰晃に芽生えたと見ている。また岡﨑一明も1988年秋頃に麻原が「私が死んだら、多分、マイトレーヤ（上祐）派とX派に分かれるだろうな。お前たち、どちらの派閥に付くか？」と訊いたり、1989年夏頃にも、「（麻原の死後）多分、女性大師のほとんどが自殺するだろうな、そして男性大師は対立するだろう」と自分の入滅後（死後）の教団を憂えたと証言している。
1988年11月17日深夜、名古屋支部の信者が自損事故に遭うと、麻原は富士のサティアンから集中治療室にいる信者の意識をコントロールし、「今意識を肉体に戻したぞ」と告げたので、病院に確認すると意識が戻っていた。それから数時間、麻原は意識の出し入れを繰り返した結果ポアと判断、その直後、病院から死亡の知らせが来た。上祐はこの時抗議したが、麻原は「生きていても修行できないじゃないか。功徳が積めないならポアするしかないんだよ」と弁明した。
1988年11月に麻原は遠藤誠一に、国家が宗教を禁止して圧力を加えようと警察がきたらどうすると問い、「警察が何人か来るよね」「警察ごと壊せばいい」「本署ごとポアしちゃえばいいんだよ」と、信徒らを破壊活動へ駆り立てるよう述べている。
1989年（平成元年）1月、麻原は「大乗だと間に合わない。救済の成功は核戦争を起こさせないことではない。資本主義と社会主義をつぶして宗教的な国を作る。オウム信徒以外は生き残らない」などと幹部に語った。

### 信者殺害（ポア）事件（1989年2月）
前年1988年9月に起きた信者死亡事件の隠蔽をするため1989年2月10日に男性信者殺害事件を起こし殺人に手を染める。この事件の直後に行われた富士山総本部の説教では仏陀の前生の話として、ある悪人が船に乗った300人の貿易商の財産を奪おうとしていたが、仏陀（の前生）はこの悪人のカルマが悪かったのでポア（殺害）した、つまり、高い世界に転生させる為の殺害であると説教して正当化した。また、信者殺害を実行した新実智光が殺害後動揺しているのを知った麻原は、ヴァジラヤーナの詞章を毎日唱えさせた。ヴァジラヤーナの詞章では、障碍（邪魔なもの）を取り除くことは殺生であるが、多くの人を救済するための悪行で地獄に行くことは本望であると唱えられた。
1989年9月24日には世田谷道場で麻原は、ヴァジラヤーナの教えでは成就者が悪業を積んだ者を殺して天界へ上昇させることは、高い世界へ生まれ変わらせるための善行、立派なポア、功徳となると説いた。

### 宗教法人認可を巡る攻防
1989年（平成元年）3月1日、教団は宗教法人に適用される税制優遇（布施などが非課税になる）や社会的認知を得ようとして宗教法人規則認証申請書を東京都に提出した。しかし、都は、子供が入信後家に帰らない、子供に会わせてもらえないなど信者の家族から苦情が寄せられていたため東京都は受理を保留した。 4月24日に麻原が信者200人を引き連れ東京都庁に押しかけ、抗議デモを起こした。翌4月25日富士山総本部での説教で、麻原は「役人たちの住む現象界は、教えが実践された真理の時代にあるか、それとも法は廃れ、凡夫外道が一切真理を行おうとしない末法の世だと感じたか」と信徒に問い、「真理が権力に潰されるような事態になるとするならば、君たちは」「真理のために戦うか、逃げるか、真理を捨て去ってこの世に迎合するか」と問うと、信者全員が「戦う」と答え、麻原は「最も早い道で成就することを目指せば、日本そのものがオウム真理教に、仏陀の国に変わる日は近い」と説いた。4月29日には富士山総本部で「例えば国家的な弾圧が真理に対して向けられると。その時に自己の肉体が投げ出せるかと。真理を弾圧する国家にとって真理は当然邪法だろうから悪人呼ばわりされるだろう。その上に身体が傷つき、あるいは生命を捨てなきゃなんないかもしれないと。それに対して平気で捨てると。これが身体を供養するタントラの道と。」と説いた。
同1989年5月頃から、後に教団によって殺害される坂本堤弁護士が信者の家族から依頼され、教団と交渉をしていた。
教団の弁護士が上申をし、同年5月25日に認証申請が受理された。さらに教団は同年6月1日に東京都知事を被告として同認証申請についての不作為の違法確認訴訟を提起した。8月25日、東京都からの交付を受けて宗教法人認可を受けた。なお、この宗教法人認可手続きには被害者の会の家族から依頼を受けた北川石松衆院議員の圧力に対し、教団側は『元弁護士で裁判官だった出家信者』及び『沖縄の参院議員』を利用し、認証手続きを推し進めようとしたことが麻原の第43回公判で明らかになっている。
また、次期衆議院議員総選挙への立候補を目指して同年8月16日、政治団体真理党の設立届を提出した。

### サンデー毎日告発報道と坂本弁護士一家殺害事件（1989年下期）
サンデー毎日は、1989年10月15日号で「オウム真理教の狂気」連載をスタートし、以降11月26日号まで7週間にわたって、血のイニシエーションや、布施、信者が家族から隔離されているなど告発報道を始めた。
- サンデー毎日1989年10月15日号「告発スクープ第一弾　オウム真理教の狂気　これはイエスの方舟とは違う　息子を、娘を返せ」（発売日：10月2日）

記事は信者らのコメントを掲載するなど、両論併記の方針が貫徹していた。第一弾発売日の10月2日、麻原らは編集部に押し掛け、「高校生のお布施30万円は高すぎる」と牧が言うと、麻原は「いくらならいいのか、金額をいえ」「抗議行動を起こす」と交渉決裂した。10月8日から牧太郎編集長の自宅近辺には「でっち上げはやめろ」「許すな！悪徳ジャーナリスト」と牧の自宅や電話番号まで書かれたビラが120枚以上一斉に貼り出され、自宅の電話は鳴りっぱなしで、街宣車は自宅や子供の通う学校にも来た。10月10日には毎日新聞社本社ビル内のトイレに一斉に同様のビラを貼った。他、オウムに批判的な報道をしたテレビ朝日「こんにちは2時」や文化放送などにも「ヤラセ、ウソ、偏見報道の責任をとれ」と担当者の実名、自宅住所、電話番号が書かれたビラをまいた。さらに教団は、サンデー毎日で証言した元信者の自宅にも押しかけ、記者を装ってドアを開けさせて車に連行し、「証言は事実に反する」という文書に署名させた。この書面をもって教団がテレビ局に抗議すると、フジテレビとテレビ朝日は訂正放送に応じ、テレビ朝日は麻原に20分自由に話させる放送を行った。
10月11日放送のテレビ朝日「こんにちは2時」の「大島渚の熱血！！生トーク　特集　息子を返せ！！　父親がオウム教教祖を訴え」では、司会に大島渚と水口義朗、教団からは麻原、石井、早川、上祐が出演し、被害者の会の親たちは体面を考え出演せず、永岡弘行会長だけが生出演となった。永岡が息子（永岡辰哉）と連絡が取れないと事情を話した後、麻原は「実は、大変なお客さんが来ているんです」と述べると、女装した永岡の息子がスタジオに登場し、麻原はこれを拍手で迎え、「オウムが監禁しているか、白黒はっきりさせたい」と述べ、永岡の息子が麻原を「言動一致、嘘をつかない人」であると述べた。番組では子供を出演させない約束だった。息子の出演を聞いておらず、動揺した永岡が発言しようとすると、司会の大島渚がそれを遮って、「（番組は）オウム真理教を叩こうとか、そういう意図はない。冷静に事実を知りたいわけで…」と述べると、続けて永岡の息子が父は嘘つきだと非難を開始し、オウムの素晴らしさを語った。大島渚は「宗教では親子が切り離されるのは特別なことではない、ただ、（布施など）お金の問題はちょっと一般の常識からいうと不思議な感じもする」と語った。麻原は400人の出家信者のうち、親子問題が起きているのは10組だけで、その親たちは嘘を吹聴してオウム叩きをしていると述べた。麻原は、親が拉致されたと主張する子供を全て出演させることもできる、と答えた。麻原に制された永岡会長は、ほとんど発言の機会が与えられないまま、番組は終わった。こうして、教団は生放送を出演条件とした上で、事前の打ち合わせを無視し、番組を教団宣伝の場所に変えることに成功した。以降、オウムはテレビや週刊誌に抗議するよりも、それを利用する作戦をとるようになり、元信者の証言に対しては「実名をばらすぞ」と脅迫するなどし、マスコミもオウムの強引な要求を峻拒できず、オウムの弁護手段として利用されるようになっていった。
- サンデー毎日1989年10月22日号「告発スクープ第二弾 ニセ薬の過去と血の儀式」

教団では、百万円で麻原の血を飲ませる「血のイニシエーション」が行われていたが、その根拠として、「麻原の血液には特別のDNAがあり、これを体内に取り入れると、クンダリニーが上昇して霊的向上をもたらすことが京都大学医学部の研究でわかっている」と宣伝されていた。これについて被害者弁護団が京都大学に照会したら、そのような研究は行われていない、また同学部助教授が「科学的にもそのような効果はない」と回答があった。坂本堤弁護士が青山吉伸教団弁護士に問い質すと、教団は10月13日に「あの研究は遺伝子工学を専攻する京大大学院生が教団本部で検査したもの」と回答、さらに坂本弁護士がデータを見せてほしいと要求したが、水中サマディの修行で猶予をくれと回答を遅らせ、10月31日に教団は、麻原の血液のDNAを分離して培養した研究で、普通（一般人）のDNAを飲んだデータと比較実験するまでもないと回答、結局教団は証拠となるデータを持ってこなかった。10月21日には、坂本弁護士の支援の下でオウム真理教被害者の会が結成された。
- サンデー毎日1989年11月5日号「告発スクープ第四弾」（発売日：10月23日）

10月23日に発売された11月5日号では、「血のイニシエーション」儀式の根拠とされる東大、京大の研究は存在せず、虚偽広告だったことが報道された。その後、教団は毎日新聞社ビルを爆破するための下見をした。10月25日には教団は毎日新聞社を相手に名誉毀損による損害賠償請求訴訟を提起した。
10月26日にはTBSワイドショー『3時にあいましょう』のスタッフが、坂本弁護士へのインタビューを放送前にオウム幹部に見せたTBSビデオ問題が起きていた（この事件は、TBS側は否定していたが、1996年3月になって認めた）。10月31日の交渉で、教団が「信教の自由だ」と主張すると、坂本弁護士は「人を不幸にする自由など許されない」と答えた。 10月31日に発売されたサンデー毎日第五弾11月12日号「肉食拒否の尊師がビフテキ弁当を売る欺瞞」では、霊感商法まがいの悪徳商法と報道した。
11月1日に坂本弁護士は、元信者から「血のイニシエーション」でお布施させられた百万円を取り返したいという相談を受ける。同11月1日、被害者の会は水中サマディや空中浮遊の公開実演を教団に要求した。
殺害の決行
麻原は、坂本弁護士がオウム告発報道や被害者の会のリーダーであるとみなし、11月2日深夜（11月3日未明)、教団幹部らに「世の中汚れきっている。もうヴァジラヤーナしかないんだ。お前たちも覚悟しろよ」と坂本弁護士のポア（殺害）を指示し、塩化カリウムによる殺害を指示した。11月4日午前3時頃、オウム幹部ら6人が坂本弁護士宅に侵入し、一家3人を殺害した。午前7時頃、一行が富士本部に到着すると、麻原と石井久子が出迎え、麻原は「よくやった、ごくろう」と上機嫌に述べた。その後の説法で麻原は「今日は午前4時前から、アーモンドの修法を行った」とし、欲について説いた。説法後、麻原は「遺体はドラム缶に詰めて遠くの山に埋めて、車は海に捨てろ」と幹部らに指示した。同日午前中に出発した一行は、長野県大町市関電トンネル電気バス扇沢駅近くの湿地帯に1歳の長男の遺体を埋めた。その後、新潟県西頸城郡能生町のドライブイン駐車場で仮眠をとり、翌5日、大毛無山に弁護士の遺体を、翌6日、妻の遺体を富山県魚津市僧ヶ岳中腹に埋めて証拠湮滅を狙った。村井は坂本夫妻の歯をツルハシで砕いた。11月9日、車の廃棄場所を探していた一行に対して麻原はオウムバッジ「プルシャ」を落とした中川智正を叱責し、手袋をせず指紋を残した可能性のある早川、村井に富士本部に帰るよう指示した。11月11日未明、麻原は帰ってきた一行に「真理を妨害することで得た金で養われている者も悪行を積んでいる」と説いて、「三人殺したら死刑は間違いない。みんな同罪だ。死刑だな」と笑みを浮かべながら語った。
11月13日に発売された第六弾11月26日号の記者座談会では、「宗教の名を借りたオウム商法」とも語られた。
一方、警察では、坂本弁護士宅に「プルシャ」が落ちていたため、オウム犯行説が広まるが、任意の失踪の可能性があるとされ事件性すら確定されなかった。坂本弁護士が所属する横浜法律事務所も、マスコミも「某新興宗教団体」と当初はオウムの名を出さなかったため、統一教会や創価学会関連の情報提供も多かった。警察の初動捜査も消極的で、11月18日の会見で教団は警察からの事情聴取依頼はないと答えており、翌日警察は事情聴取を申し入れたが、教団から修行を理由に拒否された。また警察は「坂本弁護士はサラ金で首が回らなくなっていた」というガセネタを流したり、「横浜法律事務所の弁護士たちがマスコミに喋るので困る」と事務所を敵視するような言動をとった。11月18日には東京新聞が、裏付け取材をせずに「活動家の内ゲバか」と報道。横浜法律事務所は即日抗議し訂正を求めたが、東京新聞は取材の成果として拒否した（後、続報で内ゲバ説を否定）。
麻原はオウムバッシングの背景には創価学会や内閣情報調査室やアメリカがいると語り、1989年11月にはフジサンケイグループをバックとした政治家あるいは宗教団体が動いていると語り、このけがれきった世の中に対して二つのアプローチがあり、一つは選挙で議席をとって徳の政治に変える。もう一つは、武装して日本をひっくり返して真理でないものを潰して救済する、と述べた。11月10日には大阪で「私は最後の救世主だ」「間違いなく第三次世界大戦はやってくる。それまでの間に、オウム真理教以上の宗教は現れないだろう」「あなた方は選ばれた魂であるということもできる。そして、あなた方は義務を持った魂ということもできる」「オウム真理教にアットホームはいらない。オウム真理教に必要なのは救済だ」と説教した。また、1989年冬ごろには、教義強化部長の選任にあたり、麻原は「マイトレーヤ（上祐）しかいないだろう。オウムの教義については、討論したら、多分、私の方が負けてしまうよ」と述べた。
メディアの利用
1989年11月15日に坂本事件が公表されると、同日夕方、青山弁護士から教団の名誉毀損をしないよう警告書を報道各社にファックスをした。11月18日教団の会見では、バッジは坂本弁護士が被害者の会の親から預かったものか、第三者（創価学会）が故意に置いたと主張。
11月30日にドイツのボンで会見し、事件に教団は無関係で、失踪事件は横浜法律事務所が仕組んだ狂言であり、「犯人は坂本弁護士の身内と考えるのが妥当」と述べ、弁護士の親族らを激怒させた。その後もテレビでバッジは女性信者の親が取り上げたもので、「被害者の会が犯人である疑いが極めて強い」と主張を繰り返した。信者への説法でも麻原は「坂本弁護士をさらっても、すぐ次の弁護士が出てくるんだから、オウムが拉致するメリットはない」「坂本弁護士はこのままだったら地獄に落ちるから、彼が被害者の会に殺されたにしろ、誘拐されたにしろ、彼はこれ以上オウムに迷惑をかけないわけだから、彼のカルマのためにはいいことだ」と「被害者の会」犯人説を主張するとともに、坂本弁護士の死を「カルマの法則」で肯定した。他方、教団の幹部早川は、高校生の信者に説得していた被害者の会のメンバーに「お前一人を抹殺することくらいわけはない」と脅迫した。
12月4日に帰国した麻原は空港で「マスコミで反論するために帰ってきた」「こちらの言い分を出してくれるメディアを選んで出演する」と述べ、翌12月5日朝から、ワイドショーなどに次々と出演。テレビ朝日のモーニングショーは富士総本部の実況中継を行い、フジテレビの「おはよう!ナイスデイ」では富士総本部の麻原一家が仲睦まじい姿を報じ、TBS「3時にあいましょう」12月12日放送でオウムの修行風景や、信者に教団の魅力を取材するなど、坂本弁護士事件とは関係のない教団の宣伝となっていった。
一方、宗教学者の中沢新一は雑誌SPA!同年12月6日号で初めて麻原と対談、麻原は事件には一切関わっていないと公言、二人は宗教論で意気投合し、中沢は週刊ポスト同年12月8日号の「誰も言わないバッシングの構造を明かす　オウム真理教のどこが悪いのか」で、麻原を高い意識状態を体験している宗教家であると絶賛した。サンデー毎日報道の「狂気」「反社会的」といった言葉も、麻原は中沢新一との対談を通じて、都合よく回収していった。（詳細は後述#中沢新一へ。）また、女性セブン1989年12月21日号も教団に好意的な誌面作りをした。
オウムは、被害者の会は警察が指揮して結成した組織で、坂本弁護士一家事件は宗教弾圧であり、オウムこそ被害者であると主張した。

## 教団の武装化（1990年）

### 衆議院選惨敗
1989年の参院選でマドンナ旋風が沸き起こったことから、1990年2月に行われる衆院選に、当初麻原は石井久子をはじめとした女性信者を出馬させる構想を立てた。その後麻原自身が徳によって政を行い、地上に真理を広めるために1990年（平成2年）には真理党を結成して第39回衆議院議員総選挙へ麻原と信者24人 が集団立候補。選挙に立候補するかどうかはオウムとしては珍しく幹部による多数決が採られた。結果は10:2で賛成派が勝利。反対した2人は上祐史浩と岐部哲也であった。
真理党の政策は、消費税廃止などで、徹底的な行政改革によって財源をひねり出すとし、ほか医療、教育改革、大統領制、国民投票制導入などを主張した。選挙活動の際には信者が麻原のお面やガネーシャの帽子をかぶり、尊師マーチなど教祖の歌を歌うといった派手なパフォーマンスなど奇抜な活動が注目を浴び、修行の様子なども雑誌やテレビで報道され、徐々に知名度が上がっていく。この時には公職選挙法で定められた時間帯を大きく超える16時間/日に及ぶ街頭宣伝運動を繰り広げ、麻原彰晃の写真入りビラやパンフレット、雑誌を選挙区中に撒き、麻原そっくりのお面を大量に作って運動員に被らせた。これは違法で警視庁から警告を受けたが、運動にかり出された元信者は「もしも誰かから注意されたりしたら、『これは布教活動です』と言って逃れるように」と指示を受けていた。また他の候補者のポスターを剥がす、汚損するなどを麻原自身が勧め、深夜に信者を使って他の候補者を中傷するビラを配布させた。教団が特に敵視した石原伸晃のポスターを剥がしたりスプレーを吹きつけたりし、「サンデー毎日にオウムバッシングをさせたのが石原だ」と大師は信者に説明した。
しかし、2月18日の選挙の結果は、最も得票の多かった麻原でさえ1,783票で惨敗だった。当時立候補者1人あたり200万円だった供託金として計5,000万円が没収される。選挙敗北で脱会者が続出し、麻原は「教団はもう無理かな。お金もないし」と呟いた。
選挙翌日の2月19日の富士山総本部道場での説教では、社会・国家に負けたとし、選挙管理委員会のトリックによって1万数千票あったはずの票が出されず千数百票になったことが「国家に負けた」ということだ、つまり「票に操作がなされた」と説教した。さらに「オウムは反社会・反国家である」と宣言し、私腹を肥やす大企業は餓鬼・地獄へ落ちていくが、「ドブ川の中で美しく咲く蓮華のようにあり続けるためには、反社会でなければならない。よって国家・警察・マスコミ、これ全て、これからも敵に回っていくだろう」、その後さらに、1989年9月に「ドンと妙なエネルギーが入ってきた。そして、イエス・キリストになれという言葉があった」と告白し、これは「さらし者になれ」という意味で、サンデー毎日のバッシングを指すと説教した。麻原は幹部上祐にも「自分は、弾圧されるが、戦って勝利するキリストだ」と語っていた。選挙での惨敗が麻原の被害者意識をより一層高め、非合法活動を更にエスカレートさせたといわれている。

### ボツリヌス菌テロ計画と石垣島セミナー
1990年3月、生物兵器となるボツリヌス菌を採取するために北海道釧路市、阿寒湖、奥尻島の土を採取したが、ボツリヌス菌は発見できなかった。1990年3月11日、ワシントンのホロコースト記念博物館が建設されることについて「いよいよユダヤ人、フリーメーソンが表面に出てきた」とし、彼らのオウムへの攻撃の目的はオウムの崩壊であると説いた。
遠藤がボツリヌス菌を入手して培養の目処がたつと、麻原は大量プラントの建設を指示した。この時、ボツリヌス菌（ボッチャン）を粉末にして日本全土に散布して、一気に大量ポアすると述べた。同年4月、教団幹部に「今回の選挙は私のマハーヤーナにおけるテストケースであった。その結果、今の世の中は、マハーヤーナでは救済できないことが分かったので、これからはヴァジラヤーナでいく。現代人は生きながらにして悪業を積むから、全世界にボツリヌス菌をまいてポアする」、中世ではフリーメーソンがペスト菌をまいたが、今回は「白死病」と呼ばれるだろうと無差別テロ計画（オウム真理教の国家転覆計画）を宣言した。教団内ではかねてから、現代人は死後三悪趣（地獄・餓鬼・畜生）に転生してしまうためこれを防がなくてはならない などと教え込まれていたため、信者は麻原に従って武装化に協力していった。
このボツリヌス菌散布による無差別大量ポア計画では、トラックによる全国散布が検討され、また出家信者や麻原の家族を石垣島へ避難することが検討された。早川がボツリヌス菌を全国に散布すると、在家信者はどうなるかと聞くと、麻原はそれなら石垣島セミナーを開こうということになった。
1990年4月16から18日にかけて石垣島セミナーを開催した。これは、「オースチン彗星接近で日本は沈没するが、オウムに来れば救済される」と宣伝し、在家信者だけでなく家族まで参加させ行き先も伝えないまま石垣島に連れて行った。東京、大阪、福岡の信者ら参加者1270人が船でやってきた。セミナーの当初の目的は、オウム真理教が計画をしていたボツリヌス菌散布によるテロから、オウムの信者を守ることであった。麻原は幹部らに、オースチン彗星の再接近の時、偏西風でボツリヌス菌は日本に撒かれるが、石垣島は偏西風が通らない、抗体をイニシエーションで与えると称した。
しかし村井秀夫、遠藤誠一らはボツリヌス菌の培養に失敗し、テロは実行されず、セミナーも途中で中止となった。参加費は30万円であったが、海岸のテントが宿泊先で、夜は豪雨でテントが飛ばされるところであった。翌日、「現在の東欧動乱は、1986年のハレー彗星の影響であり、今年のオースチン彗星の接近によって何かが起こる」と25分間の麻原の講話があっただけで帰路についた。帰りの船では「出家するのは今か、一ヶ月以内か、半年以内か」と聞かれ、答えた出家時期に応じて部屋割りされ、「出家しない」という選択肢はなかった。
この石垣島セミナーで入った資金は3億円とも数十億円とも言われる。このセミナーで多数の出家者と資金を獲得し、教団蘇生に成功した。これはその後「ハルマゲドンが起こる、オウムにいないと助からない」と予言を用いて危機感を煽って信者や出家者をかき集める方法の原点になった。
石垣島セミナー直後、麻原はボツリヌス菌によるテロを三度実行し、いずれも未遂に終わっている。1990年ゴールデンウィーク頃、新実、杉本、村井らが2台の2トントラックから粉末状のボツリヌス菌を、皇居周辺、米国大使館、創価学会本部、立正佼成会本部、防衛庁、霞ヶ関、渋谷・新宿の繁華街など東京各地で噴霧した。しかし、ニュースで報道されることもなく、被害不明によりテロは失敗した。5月中旬、二度目の噴霧も失敗した。ただし、強烈な異臭が発生したため、異臭をわざわざ教えてくれたドライバーもいた。1990年7月頃、ボツリヌス菌の培養液を、荒川にポンプを使って流した。通りかかった警官に職務質問された村井と新実は、免許証を確認され、撮影され、警官は液体のサンプルを持ち帰った。電話で報告を受けた麻原は「馬鹿かお前ら！」と叱責、ボツリヌス菌テロ計画は中止された。警察からは連絡がなかったので、ボツリヌス菌の培養には失敗していたとみられる。

### 波野村・国土法違反事件（1990年5月〜10月）
1990年（平成2年）5月、日本シャンバラ化計画の一環として熊本県阿蘇郡波野村（現阿蘇市）に15ヘクタールの土地を購入し「シャンバラ精舎」を建設するために進出する。進出の目的は、波野村を武装化の拠点とすることで、ヴァジラヤーナのための兵器として、生物兵器ボツリヌス菌とそれを散布するための風船爆弾を数千個単位で製作する計画や、毒ガスホスゲン製造が計画された。また1990年4月にはボツリヌス菌プラントを第一上九に建設した。
教団はドライブインだった土地に対し5000万円を提示、しかし相場より高すぎるので県が警戒する恐れがあるとして3000万円で虚偽申告を行なった。その後、抵当権がついていたため地権者の負債1500万円を教団が支払う代わりに負担付贈与にすれば国土法届けは不要と教団の青山弁護士から言われ、3500万円即金で支払われた。負担付贈与契約が5月24日に締結されると、即日に建設資材が搬入された。土地を入手すると教団はプレハブ建設に着手し、大型トラックが通るために村道は勝手に広げられた。
人口2千人の村にオウム信徒450人が住民票を移したら、「麻原村長」が誕生し、村が乗っ取られると不安に駆られた村民は1990年6月に「波野村を守る会」を結成し、教団に建設計画の説明を求めたが教団は拒否した。8月には信徒と村民のもみ合いで十数人のけが人も出た。村は右翼団体や暴力団を雇ったともいう。他方、波野村に送り込まれた信徒は、石垣島セミナー後に出家した新人がほとんどであり、耐えられずに逃走する者も少なからずいた。1990年6月に麻原は家族と共に大分県宇佐市大字蜷木、8月には別府市汐見町に住民票を移している。
1990年7月に熊本県・大分県で死者行方不明14名の大水害が起きると、麻原は、波野村の水害は「神によって悪業(カルマ)を清算させられたとしか言いようがない」とビラで主張、村民は激怒した。チラシには「オウム関連のカルマ返しの例」として「坂本弁護士一家の神かくし」と記載されていた。
1990年7月頃に麻原は『南伝大蔵経』などパーリ語仏典の翻訳を開始した。最初は『阿含経』など北伝の経典翻訳を試みたが、ブッダ本来の教えとは思えない内容だと感じたらしく、南伝の経典を翻訳することに方向転換し、編集部から多くの人材を経典翻訳部門へまわして、『南伝大蔵経』をパーリ語の原典から翻訳するチームが結成された。教義編纂の中心だった編集部から主要な人材を移動させるほど、麻原は『南伝大蔵経』の翻訳を重要視した。
1990年8月、波野村役場が信者300人の住民票を受理しなかったが、8月中旬に麻原とマハームドラー修行者全員は、波野村に移住を開始した。波野村のシャンバラ精舎に幾棟かのプレハブ棟が建つ頃には、富士山総本部の多くの部署が波野村へ移動することになった。富士山総本部から波野村への移動には、ワゴン車が使われた。富士山総本部を出る時刻は、秒まで正確に決められていたが、麻原はカルマ落としとして「大宇宙真理占星学」で割り出した凶日・凶時を選んだ。
建設途中のシャンバラ精舎は過酷な環境だった。夜は富士より寒く、昼間は蒸し暑く、火山灰を多く含む土地は、雨が降ればひどくぬかるみ、乾けば砂が舞い上がった。シャンバラ精舎は多くの部署に分かれており、一番人数の多い「建築班」をはじめとして、洗濯と食事を担当する「生活班」、水道がないため、毎日タンクローリーで水を汲みに行く「水班」、動物を飼育する「動物班」、石垣島セミナーの出家で増えた子供で構成される「子ども班」、「修行班」、「南伝翻訳チーム」などがあった。隔絶された環境であるため、食堂の一角には食の戒律が守れないサマナのために、頼めば食べたいものを作って提供する場所が設けられていた。麻原はそこを「動物コーナー」と命名して許可し、利用する信者もこっそりと利用するという感じだった。
県は教団に国土法届出を指導したが、教団は従わなかったために8月16日に県は県警に告発した。
土地取得も難航し、地権者に更に500万円の負債が判明したため、地権者が届け出をしようとすると、教団側は拒否し、京都の信者からの借入金であるように見せかけるために虚偽の借用書にサインさせた。8月28日には麻原自らが地権者の自宅を訪れ、以前（薬事法違反で逮捕された時）20日間自白せずにいたが、自白してしまい、その後大変な目に遭ったとして、「自白をしないように頑張ってください」と説得したが、地権者は実際は負担付贈与でなく、売買だったと警察に打ち明けた。すると青山弁護士は「自供はいつでも覆せるので、他の土地の代金ということにして、この件は負担付贈与で通してほしい」と言ってきたが、地権者は「（嘘をつくことは）できない」と回答した。すると、教団は豹変し、「5千万円返すなら土地は返すが、これまでの開発費用4〜5億円を賠償せよ」と迫ってきたので、地権者は交渉を打ち切り、警察に全ての事情を話した。9月5日に教団は地権者が証言を変えなければ14億円の損害賠償を求めるという内容証明郵便を送り、さらに売買差益の3500万円も教団が貸し付けたものとして返還を求めた。
1990年9月にはホスゲン爆弾による無差別テロを計画した。
強制捜査前日の1990年10月21日、教団は代々木公園で「守ろう！信教の自由」集会を開き、麻原は「（中東への自衛隊派遣に触れて）私が予言したように再軍備が始まった。国民を靖国神社に参拝させるような国家神道の道を歩ませるしか軍国主義はとれない。このような国家の意図からすれば、オウムは反国家的団体であることは間違いない。権力者にとってオウムは邪魔で、どうしてもつぶしたい宗教である」「キリスト、モハメッドへの弾圧、仏陀釈迦牟尼に対する誹謗中傷。世界的に発展した宗教は、必ず国家の弾圧を受けている。そして今、オウム真理教への弾圧が行われている。私も近々逮捕されるだろう。だが、これを機にオウム真理教は世界的に名を残す宗教へと発展していく」と演説した。
10月22日、熊本県警と山梨県警が、波野村の土地売買に関する国土利用計画法違反、道路運送車両法違反などの容疑でオウム真理教の強制捜査を開始した。以後教団幹部が続々と逮捕された。しかしオウムは熊本県警内の信者から情報を入手しており、強制捜査も1週間延期していたので、武装化設備を隠蔽することができた。会見で教団は、波野村の土地はお布施で贈与されたもので、地権者の負債を肩代わりして融資したと主張した。幹部の早川が出頭する日には、ワイドショーが始まる午後3時に麻原が報道陣の前で熊本地検に電話し、県警が早川らを逮捕しようとすると、早川は「痛い、痛い」と激しく抵抗し、女性幹部が「マスコミの皆さん！警察の暴力です！」と実況した。一方、教団も江川紹子らに暴力をふるっており、波野村では見張り役の信者に押し倒され、代々木公園では江川が引き倒され、信者の母親も小突き回された。また、写真をとった弁護士の腕を捻じ上げてフィルムを奪い取ったりした。強制捜査後、麻原は「戦前の状況とそっくり。まさに宗教弾圧」(大本教弾圧)と批判し、信者二人が公務執行妨害容疑で逮捕されると「オウムが社会に迷惑をかけることをしたか。何か法に触れることをしたか」と声を荒げた。
教団は地権者に対して1991年5月に金銭返還請求裁判を起こし、法廷で教団は土地は地権者からの布施だと主張したが、地権者は否定した。
1992年4月、波野村との裁判で教団側が和解を申し立て、和解金20億円を請求した。1993年10月、波野村の住民票受理拒否をめぐる裁判で教団側が勝訴すると、1994年に波野村はオウムが5000万円 で手に入れた土地を和解金9億2000万円で買い戻すことで合意した。年間予算が24億円の村でこの額を支払うことについては村民同士でのトラブルもあった。
1992年6月に熊本市春日の土地を長野松本市の男性が購入後、94年7月にオウム教団に所有権が移った。男性は教団松本支部長で、素性を隠しての購入だった。91年にも長野県松本市でオウムは食品会社と偽って土地を購入し、訴訟となった。
一方、教団が波野村に先がけて土地を入手した山梨県上九一色村では許可なくサティアンなどの施設の建設を進め、住民と衝突した。92年12月には、反対する住民に信者が「あんたにも家族がいるんだろう」「坂本弁護士のように（行方不明に）なってもいいのか」と脅したり、住民の襟首をつかんで「みんな拘束しろ」と叫んだりした。。上九一色村の住民は「我々も最初から反対を叫んでいたわけじゃない。しかし、オウムは融和しようとしない。それどころか、通学や畑仕事のために前の道路を通るたびにカメラを向ける。車のナンバーは控える。汚水を垂れ流して周辺の牧草を枯らす。畑の中にトラックを停める。深夜２時、3時まで大音響で工事をやる。教団の車はやたらとスピードを出してあちこちで事故を起こす。抗議に行くと「バカヤロー」「コノヤロー」「テメー」「帰れ」の四語しか言わない。信教の自由はわかります。でも私たちの平和に生活する権利はどうしてくれるんですか。自分たちの青春をかけて開拓した土地が、連中に乗っ取られるのを黙って見てろっていったって、そりゃ無理ですよ」と述べている。しかし、1992年5月に上九一色村は信者の転入届を受け入れ、山梨県富沢町でも和解が成立した。

### 武装化の中断
国土法違反事件の影響で、1991年（平成3年）〜1992年（平成4年）はホスゲンプラント計画や生物兵器開発などの教団武装化を中断、テレビや雑誌への出演や文化活動などに重点を置いた「マハーヤーナ」路線への転換を図った。
だが1992年頃より、「宇宙衛星から電磁波攻撃を受けている」などといった麻原の妄想、幻聴が現れ始める。「シヴァ大神の示唆では仕方ないな」とつぶやき、「内なる声」が自らの進みたい道とは違うことに苦しみ始め「いっそ死んでしまいたい」と言ったのを3女麗華が聞いている。麗華は麻原を統合失調症などの精神疾患に罹患していたのではないかと推測している。
1992年春、スリランカに用地を取得して法人を設立、1992年夏にはブータンに行き、その後インドでダライラマとも会談した。92年秋、食料、医薬品無償援助のためザイールに行ったが、これは麻原の瞑想に黒人の神が出てきたためだった。
1992年11月12日には、ブッダ釈迦牟尼遺跡を200-300人で巡り、釈迦が菩提樹の下で悟りを開く瞑想に入ったとされる聖地、ブッダガヤの大菩提寺にある「金剛座」に座り、地元の高僧に下りるように言われたが従わなかったため、警官に引き摺り下ろされた。
麻原は日本では盛んにテレビ・ラジオ番組に露出し、雑誌の取材を受けたり著名人との対談などを行った。このほか講演会開催、ロシアや東南アジア諸国・アフリカ諸国などへの訪問や支援活動、出版物の大量刊行などを行った。また、この頃、早川は、麻原と鄧小平との会談を計画し、鄧小平の娘鄧隣と会食した。
オウムは図書館への寄贈・納本も行っており、麻原の著書を初めとするオウム真理教の出版物は現在も国立国会図書館等に架蔵されている。特に若い入信者の獲得を企図し、麻原が若者向け雑誌に登場したり、1980年代後半から行っていた大学の学園祭での講演会を更に頻繁に開催するなどした（東京大学、京都大学、千葉大学、横浜国立大学等）。1992年（平成4年）にはサリン事件後広範に知られるようになるパソコン製造などを行う会社「株式会社マハーポーシャ」を設立し、格安パソコンの製造販売を行うようになった。

## ロシアへの進出（1991年 - 1994年）
オウムとロシアとのコネクションは、創価学会名誉会長の池田大作のモスクワ大学講演を実現した斡旋業者が500万円の費用で提案してきたことで始まった。ソ連8月クーデター発生直後の1991年9月頃、この斡旋業者はオウムのミュージカル「死と転生」のボリショイ劇場上演と、麻原のモスクワ大学講演を提案し持ちかけ、教団は承諾した。しかし、業者の斡旋は所属するコンサルタント会社に無断の行動であることが分かり、業者は支払った経費も使い込んでいた。麻原はロシアでの企画を実現するようコンサルタント会社を説得した。
早川幹部は1991年秋、ボリゾフ・ニコラエヴィッチ一等書記官に接触し、ボリス・エリツィン政権の財政難を救うために衣料品やコンピュータなど5000万ドル（約50億円）の援助を申し出た。1991年末のソ連崩壊後、1992年2月に来日したオレグ・ロボフロシア連邦安全保障会議書記は日本の政財界に資金援助を求めたが全て断られていたが、オウムは500万ドルの援助を申し出、最終的に1000万ドル（約10億円）を援助した。ロボフは「苦しい時にオウムに助けてもらったことは忘れない」と語っている。
1992年3月、ロボフが学長を勤める露日大学第一回国際企画として、教団は300人の信者を引き連れモスクワ訪問、ハズブラートフ最高会議議長やルツコイ副大統領と面会した。教団はモスクワ国立大学には印刷システムを、モスクワ国立工科大学とモスクワ工学物理学協会にコンピューター教室を、エイズ防止のための注射針などを贈呈した。麻原はロシアの各大学でヨーガ教室を開き、科学アカデミー・ノーベル賞受賞の物理学者でレーザー光線の研究者バーソフと接触、3月13日にはモスクワ物理工科大学で日本人初の講演会を開いて1000人の学生が集まり、同大学主任研究員やクルチャトフ研究所研究員にも信者を獲得した。A.ピオントコフスキー、V.エゴーロフなどの学者は、生態系の危機という問題意識から、オウムのハルマゲドンを回避するための教義に共感すると述べた。麻原はモスクワ府主教にも面会し、ロシア正教教会に聖書用の紙8万ドル分を寄付した。6000人収容できるクレムリン大劇場でのオウムミュージカル「死と転生」は超満員となり、大成功を収めた。
1992年4月、ラジオ局マヤークと年間80万ドルで一日2回、各25分の放送枠を獲得、テレビ局2×2でも毎週日曜日午前中の30分の放送枠を獲得した。4月1日にはラジオ番組「エウアンゲリオン・テス・バシレイアス（オウム真理教放送）」（直訳すると「王国の福音」）を開始、当初は富士山総本部のスタジオで制作したテープをモスクワに空輸し、ウラジオストク中継基地から日本に向けて放送していたが、94年12月から衛星回線で生放送を開始し、ロシアの放送局は内容確認も十分にできず、教団は局やスポンサーに左右されないラジオ番組を入手できた。英語とロシア語で放送も行い、世界に向けた布教放送を行った。また、教団は年間11000ドルというそれまでの25倍の契約料で専属オーケストラ「キーレーン」を結成した。麻原は92年4月の取材に対してロシア人は「共産主義を経験でき、本当の意味での自由を経験でき」たことは幸せだったとし、「共産主義のイデオロギーを持ってる人たちが仏教の本質を理解できたら、それはそれでまた素晴らしい国ができるんじゃないでしょうか」と答えている。92年7月には宗教法人として認可され、9月にモスクワ支部を開設した。

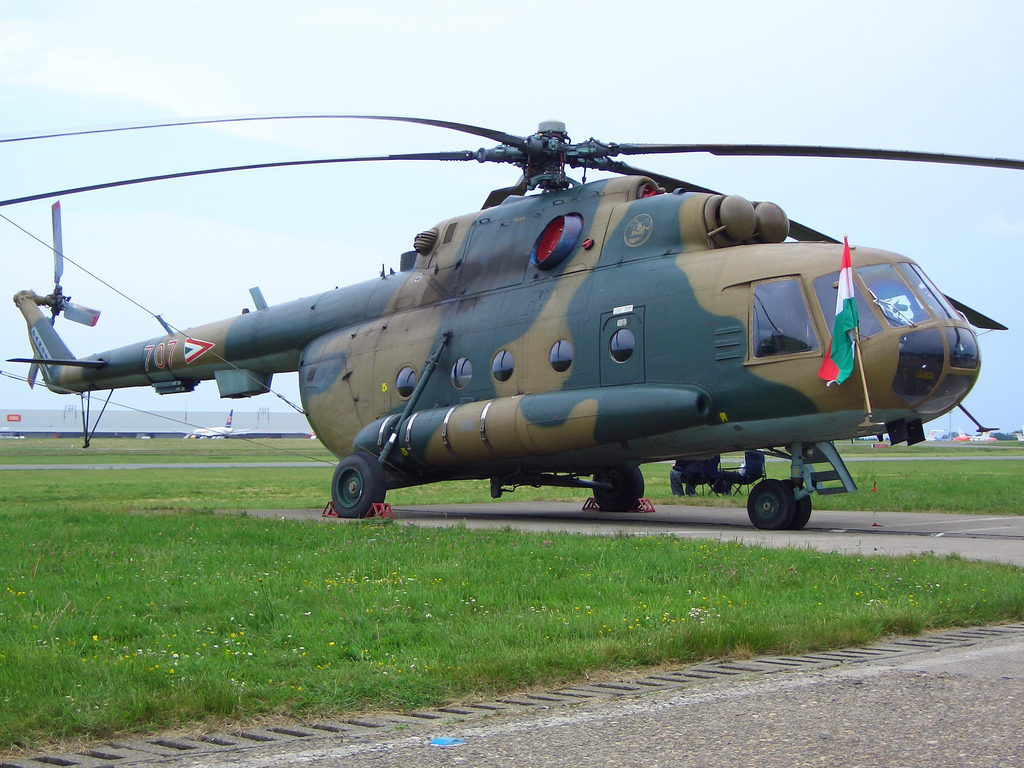
オウム真理教が購入したものと同型のヘリコプターミル17(Mi-17)

1992年秋、レーザーやプラズマ兵器の情報を集めていた村井、広瀬健一、渡部和実らがロシアを見学し、1993年2月にモスクワ軍事大学でAK-74や迫撃砲を調査後、AK-74を一丁入手した。1994年2月、麻原はAK-74を1000丁の製造を廣瀬と豊田に指示し、95年1月には試作品一丁を完成させた（自動小銃密造事件)。
オウムはロシア軍基地で自動小銃、機関銃、バズーカ砲の実射などの軍事訓練を信者らに行った。また軍用ヘリコプターミル17を購入し(1994年5月に横浜港に搬入）、ほか、ミグ戦闘機29、戦車T-72300台、魚雷艇、潜水艦などの購入計画もあった。
1993年12月には毒ガス検知器、防毒マスク、防護服を入手し、1994年4月には自動式毒ガス検知器、細菌検知器を入手したほか、LSDの原料となる酒石酸エルゴタミン5kgを2500万円で購入した、これにより遠藤がLSDを製造し、1994年6月から7月にかけてキリストのイニシエーションで信者らに投与された。
1993年12月にはモスクワ郊外に66万平方メートルの土地を入手し、道場、病院、学校、アパート、パスタ工場などの「ロータスビレッジ」を計画し、衣料品店の経営にも乗り出した。サンクトペテルブルク、ニジニ・ノヴゴロド、ウラジオストク、ハバロフスク、ウクライナ、ベラルーシ、モルドバ、北オセチアなどでも支部設立準備を進め、北オセチア共和国の首都ウラジカフカス支部を1994年1月開設し、ウクライナには兵器や情報通信機器の貿易を行うマハーポーシャ・ウクライナを設立した。1994年2月、麻原によるグルヨーガマイトレーヤイニシエーションではオリンピックホールに12000人が参加した。
オウムはロシア各地に7つの支部を作り、ロシアの信者数は最大5万人に上った。崩壊直後のロシアではソ連と共産主義が否定される中、50近い新興宗教団体が活動しており、迷信やUFOなども流行していた。また、ロシアではトヨタやパナソニックなど日本製品への品質への信頼があり、オウムも日本の宗教ということで信用され受け入れられていった。

## 教団の再武装化（1992年 - 1995年）

### 兵器開発 （1992年 - 1993年）
1992年（平成4）、麻原は「またヴァジラヤーナを始めるぞ」と話した。1992年には油圧シリンダー等を製作する年商40億のオカムラ鉄工の社長がオウム在家信者で、社長が教団に経営難を相談すると、経営陣に麻原らオウム幹部が就任、乗っ取りに成功した（オカムラ鉄工乗っ取り事件）。
1993年（平成5年）前後から再び麻原は教団武装化の「ヴァジラヤーナ」路線を再開。新アメリカ安全保障センター（CNAS） によれば、1993年初め頃には、「オウム軍」創設のための会議が開かれ、X線兵器、プラズマ兵器、UFO、核兵器などの開発も提案された。このほか、AK-74の生産を試みたり（自動小銃密造事件）、NBC兵器の研究を行うなど教団の兵器の開発を進めた。
1993年2月、インテグラル・ロケット・ラムジェットなどの兵器情報収集のために信者らはロシアに赴き、軍施設や研究所で兵器の説明を受け、さらに自動小銃AK-741丁を入手し、帰国後AK-74を模倣した自動小銃の製造に取り組んだ。

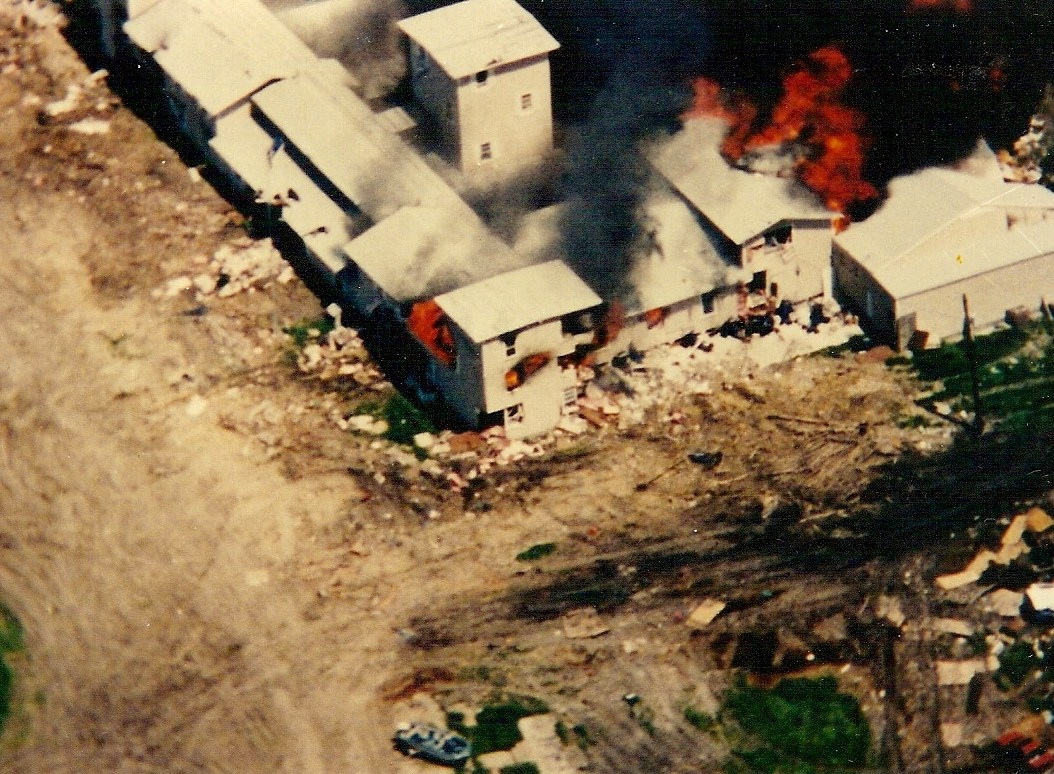
アメリカの新興宗教団体ブランチ・ダビディアンのマウント・カルメル・センターは1993年4月19日の政府の強行突入ウェーコ包囲で炎上した。麻原は次はオウムが襲撃されると述べた。

この頃、アメリカにおいて新興宗教団体ブランチ・ダビディアンに対して1993年2月28日に警察が強制捜査に入り、銃撃戦となった。膠着後、当局は4月19日に強行突入、ほとんどの信者は焼死し、81名の死者が出た（ウェーコ包囲）。麻原はブランチ・ダビディアンの次にオウムが襲撃されると説法で述べており、この事件を強く意識していた。
1993年4月10日、福岡支部で麻原は「この93年から2000年にかけてハルマゲドンは必ず起こるし、そしてそれへの準備をしているものが勝利する」、ハルマゲドンで使われる兵器は光の波の合致によって生じる電圧の力によって生じるプラズマを用いたプラズマ兵器であり、既にアメリカは湾岸戦争でプラズマ兵器を使用し、イラク兵9万2000人が蒸発したと説いた。麻原によれば、第三次世界大戦で使われるプラズマ兵器は電子レンジの強烈なもので、体の水元素にプラズマを発生させ、体を蒸発させる。アメリカのプラズマ兵器は、人工衛星でプラズマを反射させるプラズマ反射衛星砲である（アニメ『宇宙戦艦ヤマト』に反射衛星砲が登場する）。これに対して、ロシアの恒星反射砲は、3kmの鏡を宇宙空間に打ち上げて太陽エネルギーを地上に反射させる。第三次大戦では、人類が三分の二消滅するのも不思議ではない、という。ニコラ・テスラが原理を発明したとされるプラズマ兵器では人工衛星とアメリカ本土から発信された電波とが焦点を結び、至る所に自由にプラズマを発生させ、低周波数体系の場合は炎となり、高周波数体系の場合は水元素、人間で言えば人間の水元素が蒸発すると麻原は説いた。1993年春、麻原は、オカムラ鉄工所のプラズマ切断機を参考に、マイクロ波を発生させて物を溶かすプラズマ兵器の製造を指示した。
1993年4月に核兵器の材料ウラン鉱石の国内調査を実施。さらにウラン発掘のためにオーストラリア西部の土地購入を井上らが開始、購入した牧場地で1993年9月8日から18日までウラン採掘調査をしたが発見できなかった。早川元教団幹部によれば、ウラン鉱脈は見つけたが、1993年9月に麻原一行が危険物持ち込みにより空港で足止めを受け、入国はできたが、一行へのビザが下りなくなったために、ウラン開発はできなくなり牧場は1994年秋に売却された。
1993年5月にもロシアに赴き、弾丸の製造法や火薬プラント、自動小銃の金属表面への窒化処理法について調査、窒化炉の図面等を入手、帰国後設計を始めた。
1993年以降は麻原がオウム真理教放送等を除くメディアに登場することはなくなり、国家転覆を狙った凶悪犯罪の計画・実行に傾斜してゆく。
土谷正実、中川智正、滝澤和義らによって、サリンなど化学兵器の合成にも成功した。1993年6月頃、第1サティアン4階でサリンの生成実験を始め、ダミー会社が購入したメチルホスホン酸ジメチルの反応を得て、1993年8月にサリンの生成に成功した。麻原はこのころ「私の今生の目標は最終完全解脱と世界統一である」と話し、第7サティアンに70tのサリンを生成するプラントの建設を指示した（サリンプラント建設事件）。サリンをヘリコプターで散布しようとして信者を1993年9月にアメリカに派遣しヘリ免許を取得させた。1993年10月18日には広報技術部の名称を真理科学技術研究所に変更した。
サリン合成後の1993年秋、麻原は、フリーメイソンが米軍や公安やJCIAに命じて教団にサリンやイペリットを撒いているが、フリーメーソンのボスはロックフェラー家とロスチャイルド家で、後者が上だとする。麻原は自分が近代フリーメイソンを創り、アメリカ独立戦争の時にもフリーメーソンのリーダーであったとしながら、現在のフリーメーソンは際限のない欲望を肯定する物質主義となっており、フリーメーソン国家のアメリカとオウムは将来戦うことになるだろう、と述べ、様々な兵器開発は、上九一色村に攻めてくる米軍との戦争への準備であった。また、麻原が敵視していた創価学会の池田大作を標的とし、1993年11月と12月18日に池田大作サリン襲撃未遂事件を起こした。また、坂本弁護士の業務を継承した滝本太郎弁護士を狙った滝本太郎弁護士サリン襲撃事件も1994年5月9日に起こし、敵対者の暗殺を試みた。
生物兵器の開発も再開し、遠藤誠一が炭疽菌を開発した。1992年から猛毒の炭疽菌やボツリヌス菌などの研究室を作り、1993年5月には8階建ての亀戸道場内に大量培養施設を建設、同年6月28日と7月2日に屋上から周辺に炭疽菌を噴霧した。この時の散布計画の総責任者は上祐だった。しかし、高圧で菌が死滅しており、異臭騒ぎにとどまった（亀戸異臭事件）。その後、炭疽菌培養施設を第二上九に移転し、1993年7月8月、東京都内で噴霧車から細菌を散布した。
違法薬物密造に成功したのはLSD、メスカリン、覚醒剤で、PCP、ブフォテニン、マクロマリン、コカインを研究し、一部は完成した。サボテンに含まれる天然物質メスカリンは警察の捜査に備えて、「儀式に使っただけで、麻薬成分があるとは知らなかった」と言い逃れをする予定だった。

### 対国家戦争の準備（1994年）
1994年（平成6年）2月22日から数日間、麻原は信者80名を引き連れて中国へ旅行し、自分の前生とする朱元璋ゆかりの地を巡った。旅の途中、ホテルで信者に対し、善のために財を使うならば盗み取っていい、悪業を積んでいる魂は長く生きるほど地獄での苦しみは大きくなるので早くその命を絶つべきだといった五仏の法則について説き、「1997年、私は日本の王になる。2003年までに世界の大部分はオウム真理教の勢力になる。」と予言し、「真理に仇なす者はできるだけ早く殺さなければならない」と説いた。 帰国直後の2月27日、麻原は「私や教団が毒ガス攻撃を受けている。このままでは殺されるからホテルに避難する」と言って都内ホテルに移動、「このままでは真理の根が途絶えてしまう。サリンを東京に70tぶちまくしかない」と言い、サリンによる壊滅後の日本を支配して、オウムが生き延びるための食糧調査の必要を訴えた。その翌2月28日、千葉市内のホテルに移動し、自動小銃1000丁を1、2か月で完成させ、また自衛隊を取り込むために自衛隊員の意識調査、及び東京壊滅後の理想社会を作るための作業としての日本社会の調査などを信者らに指示した。
1994年3月10日、麻原は幹部に対して「警察官全員をポアするしかない。警察組織がある限り、救済は成功しない」「ゲリラで警察を全滅させよう」と語った。翌3月11日に仙台道場において麻原は「日本を闇からコントロールしている組織やそれと連動する公安」が毒ガスを富士山総本部、第2・第6サティアンに対し噴霧し続けてきたと述べ、「オウム真理教がこのままでは存続しない可能性がある。オウム真理教が存続しなくなるとするならば、この地球は、そしてこの日本は完全なる壊滅の時期を間もなく迎えるであろう。私の弟子たちや信徒は立ち上がる必要がある。皆さんの周りの多くのまだ無明に満ちた魂をしっかりと真理に引き入れ、この日本を、この地球を救う必要がある」と説き、「もともと私は修行者であり、じっと耐え、いままで国家に対する対決の姿勢を示したことはない。しかし、示さなければ私と私の弟子たちは滅んでしまう」と対国家戦争に言及した。3月中旬には沖縄で「もうこれからはテロしかない」と麻原は言い、自衛隊出身や武道経験のある出家信者十数名に軍事訓練キャンプをさせた。
1994年4月6日から数日間、沖縄での軍事訓練を受けた信者から選抜した約10名をロシアに派遣し、ロシア軍特殊部隊スペツナズ指導の厳しい軍事訓練を受けさせた。この中には平田信も含まれていた。帰国した信者らに対して、訓練を撮影したビデオに表れた浮ついた態度に腹を立てながら「お前たちはこれから死んでもらう、オウムから抜け出したら殺す」と言った。1994年9月にもロシアでの射撃訓練は行われた。1994年5月には映画のエキストラと称し募集したホームレスを「白い愛の戦士」部隊として編成し、1994年10月まで山間部の施設で訓練を施した。早川紀代秀は1994年にロシアから一時帰国した際、「尊師が大変なんですよ。過激で」と上祐に語っている。
1994年頃には、アメリカからも毒ガス攻撃を受けていると主張するようになり、車には空気清浄機を付け、ホテルでは大真面目に隙間に目張りをしていた。ヘリコプターが通過すると毒ガスだと言って車に駆け込み退避を命じた。中川智正によるとこの被害妄想は1993年10月頃に第2サティアンの食物工場から二酸化硫黄を含む煙が出た事故を、毒ガス攻撃と思い込んだことから始まったという。1994年10月25日の清流精舎説法で、この1週間教団は毒ガス攻撃を受けたと麻原は述べる。
1994年8月10日、教団の文化祭「雄叫び祭」が開催される。そこではこのような意味深な演劇が披露された。

### 布施の強化と宮崎資産家拉致事件（1994年）
1994年、五仏の法則の「徳のためには他人の財産を盗むことは正しい」という教えに基づき強引な布施集めが激化し、ハルマゲドンから救済されるには出家か、在家なら全財産をお布施するかと問うた。出家でも全財産を差し出すので、いずれでも財産の提供が求められた。「オウム銀行に預金する」との名目でお布施を信者の親から出させる場合もあり、また「ハルマゲドンで銀行は倒産するから返済しなくて良くなる」と説いて銀行に借金させる場合もあった。この1994年頃には、全国各支部の担当者が「身ぐるみ剥ぎ取って丸裸にするぞ！」「徹底的にお布施させるぞ！」という決意の詞章を唱え、教団法務部は「国家に税金は払わないぞ！」と決意していた。資産家の信者で1億円の布施を出した事例もあった。
1994年3月には宮崎県資産家拉致事件が発生した。宮崎県小林市の旅館経営者の次女夫婦と三女がオウムに入信し、勝手に両親の入信届けを出した。その後、経営者の妻が脳内出血で倒れると、次女らは妻（次女らの母）名義の旅館の布施を要求した。経営者は拒否したが、次女らは妻をオウム真理教附属医院に入院させて、「オウムのおかげでよくなったから」と布施を要求した。経営者名義の別の土地が9000万円で売れると、信者らが旅館に来て布施を要求したが、経営者は拒否した。3月27日、三女が経営者に睡眠薬入りの茶を飲ませ、オウム真理教附属医院に連行、次いで第6サティアンに監禁した。その間、三女は経営者の銀行口座から金を引き出そうとするが、事前に拘束措置を講じていた。監禁された経営者は何度も帰宅を懇願したが、次女は「薬のいらない体になるまで頑張って」と繰り返すだけだった。脱出を考えたが、捕まったら殺されそうだったので、入信のふりをして修行し、「オウムはいい所」とテープに録音させられた。次女の要求に応じて経営者が1100万円の布施を約束すると、8月21日に解放された。9月1日、旅館経営者は次女夫婦と三女、教団関係者らを誘拐、私文書偽造同行使、詐欺未遂で告訴した。会見には次女夫婦と三女らが乱入し、経営者に協力していた長女の夫を平手打ちして「お父さんの遺産目当てなのよ！」とか、「だまされないで！」とか、警官に排除されるまでわめき散らした。のち、宮崎地方裁判所は三女や四女、教団福岡支部長らに懲役2 - 3年の実刑判決を宣告した。

### 連続リンチ殺人事件（1993年 - 1994年）
過激化とともに社会との軋轢が増すにつれ、教団内部に警察などのスパイが潜んでいるとしきりに説かれ、信者同士が互いに監視しあい、密告するよう求められるようになる。麻原は信者に対して「教団の秘密を漏らした者は殺す」「家に逃げ帰ったら家族もろとも殺す」「警察に逃げても、警察を破壊してでも探し出して殺す」と脅迫していたという。教団内の締め付けも強くなり、男性信者逆さ吊り死亡事件（1993年6月）、薬剤師リンチ殺人事件（1994年1月）が発生した。
1994年7月10日の男性信者リンチ殺人事件では、水運び班の信者Tがイペリットを入れたとされた。拷問を受けながら信者Tは「自分は絶対に違います、麻原尊師は（神通力で）わかっているはずだから会わせてください」と懇願したが、スパイチェック（ポリグラフ検査)で陽性と出ていたため聞き入れられず、絞殺され、遺体はマイクロ波焼却装置で焼かれた。

### LSD・覚醒剤などによる洗脳
1994年から教団が密造した違法薬物のLSDや覚醒剤をつかったイニシエーションを在家信者に対して盛んに行われた（LSDは麻原自身も試している）。費用は100万円であったが、工面できない信者には大幅に割引され、5万円で受けた信者もいる。「キリスト」と呼ばれたLSDを用いた「キリストのイニシエーション」は出家信者の殆どに当たる約1200人と在家信者約200〜300人が受けた。覚醒剤は「ブッダ」と呼んで、LSDと混ぜて「ルドラチャクリンのイニシエーション」として在家信者約1000人が受けた。
また、林郁夫によって「ナルコ」という儀式が開発された。「ナルコ」は、チオペンタールという麻酔薬を使い、意識が朦朧としたところで麻原に対する忠誠心を聞き出すもので、麻原はしばしば挙動のおかしい信者を見つけると林にナルコの実施を命じた。麻原は林に、信者達の行動を監視するよう命じ、信者が自分の仕事の内容を他の信者へ話すことすら禁じていた。林郁夫はさらに自白剤に用いられるチオペンタールナトリウムを投与後電気ショックを加える「ニューナルコ」を開発した。字が書けなくなったり記憶がなくなっている信者が見つかっている。他にも、村井秀夫によりPSIという奇妙な電極付きヘッドギアが発明され、教団の異質性を表すアイテムとなった。
洗脳は出家信者の子どもにも及び、PSIを装着させたり、LSDを飲ませたり、オウムの教義や陰謀史観に沿った教育をしたりしており、事件後に保護されたオウムの子どもたちが口を揃えて「ヒトラーは正しかった、今も生きている」などと語っている光景も目撃されている。
麻原本人は言葉巧みに若い女性信者を説得し、左道タントライニシエーションと称して性交を行っており、避妊も行っていなかったため妊娠・出産に至る女性も数多く現れた。

## 連続テロの実行 （1994年 - 1995年）

### 省庁制発足と松本サリン事件 （1994年6月）
1994年5月ころ、オウムでも日本や米国のような省庁制、及び日本壊滅後のオウム国家の憲法草案を起草するよう青山吉伸に指示し、1994年6月ころの草案「基本律」には、主権は「神聖法皇」である麻原に属し、国名は太陽寂静国とされた。1997年に年号を「真理」として、真理元年となるとした。
1994年6月27日、東京都内のうまかろう安かろう亭で省庁制発足式が開かれ、これにより教団内に「科学技術省」「自治省」「厚生省」「諜報省」などといった国家を模したような省庁が設置された。3女松本麗華によれば、1994年6月に麻原の体調が悪化し、教団運営ができなくなる恐れが出たために、省庁制が敷かれたという。各省庁の責任者や大臣が大きな権限を持つようになり、3女は、11歳にして法皇官房長官に任命される。任命時に麻原は麗華に「お前はもう11歳だから大人だ」と言ったが麗華がふてくされていると「法皇官房は、私のことを一番に考える部署なんだ。お前は長官だから、私の世話をしっかり頼む」と言った。
同日、オウムの土地取得を巡る裁判が行われていた長野県松本市において、裁判の延期と実験を兼ねてサリンによるテロを実行。死者8人、重軽傷者600人を出す惨事となる（松本サリン事件）。当初はオウムではなく第一通報者の河野義行が疑われ厳しい追及が行われるなど、後に捜査の杜撰さが指摘された。またマスコミによる報道被害も問題になった。教団は松本サリン事件はフリーメーソンやアメリカの仕業だと主張。

### 連続拉致監禁・毒ガス攻撃
1994年（平成6年）と1995年（平成7年）には特に多くの凶悪事件を起こす。そのうちいくつかの事件では当初より容疑団体と目され、警察当局の監視が強化された。オウム内ではビデオ「戦いか破滅か」や雑誌「ヴァジラヤーナ・サッチャ」などで危機感を煽った。ビデオ「戦いか破滅か」で教団はアメリカに毒ガス攻撃を受け弾圧されているとし、またフリーメーソンがハルマゲドンを起こそうとしていると説法した。
「信徒用決意」という決意文にはこうある。「泣こうがわめこうがすべてを奪いつくすしかない」「身包み剥ぎ取って偉大なる功徳を積ませるぞ」「丸裸にして魂の飛躍を手助けするぞ」「はぎとって、はぎとって、すべてを奪い尽くすぞ」。さらに、決意Ⅲ-2にはこうある。「たとえ恨まれようと、憎まれようと、どんなことをしてでも、真理に結び付け、救済することが真の慈愛である」「救済を成し遂げるためには手段を選ばないぞ」「そして、まわりの縁ある人々を高い世界へポワするぞ」。
1994年には教団は拉致・監禁を平然と連続して行うようになった。1994年3月27日には宮崎県資産家拉致事件、1994年12月には鹿島とも子長女拉致監禁事件（1994年12月5日〜1995年1月23日）とピアニスト監禁事件（1994年12月10日〜1995年3月22日）などの拉致監禁事件を起こし、サティアンに作られた独房や監禁用コンテナ、一日中麻原の説法テープを聞かせる部屋（ポアの間）に被害者を監禁した。
1994年8月頃には早川が担当した皇居サリン散布計画のために、千代田区平河町に5箇所、中央区銀座に3箇所、港区赤坂に2箇所のテナントやマンションを借りていた。井上嘉浩によれば、目的は武力クーデターによる政権奪取で、皇居周辺の国家中枢の破壊を狙っていたと証言した
さらに1994年夏に土谷正実が猛毒VXの合成に成功し、これを用いた襲撃を計画し、実行していった。同年9月に滝本太郎弁護士VX襲撃事件、12月には駐車場経営者VX襲撃事件や会社員VX殺害事件、1995年1月4日にはオウム真理教被害者の会会長VX襲撃事件を起こした。
1994年9月20日にはオウムを追っていたジャーナリストの江川紹子が何者かに毒ガスホスゲン攻撃を受ける（江川紹子ホスゲン襲撃事件）など、オウムと毒ガスの関係性が噂され始めた。
麻原は「100人くらい変死すれば教団を非難する人がいなくなるだろう。1週間に1人ぐらいはノルマにしよう」「ポアしまくるしかない」などと語っていた。
松本サリン事件後に「サリン事件は、オウムである」などと書かれた「松本サリン事件に関する一考察」という怪文書が出回っている。1994年11月には強制捜査接近の噂迫が教団内に流れ、サリンプラントの建設を中断するなどの騒ぎとなっていた。

### サリン疑惑から地下鉄サリン事件へ（1995年1月 - 3月）

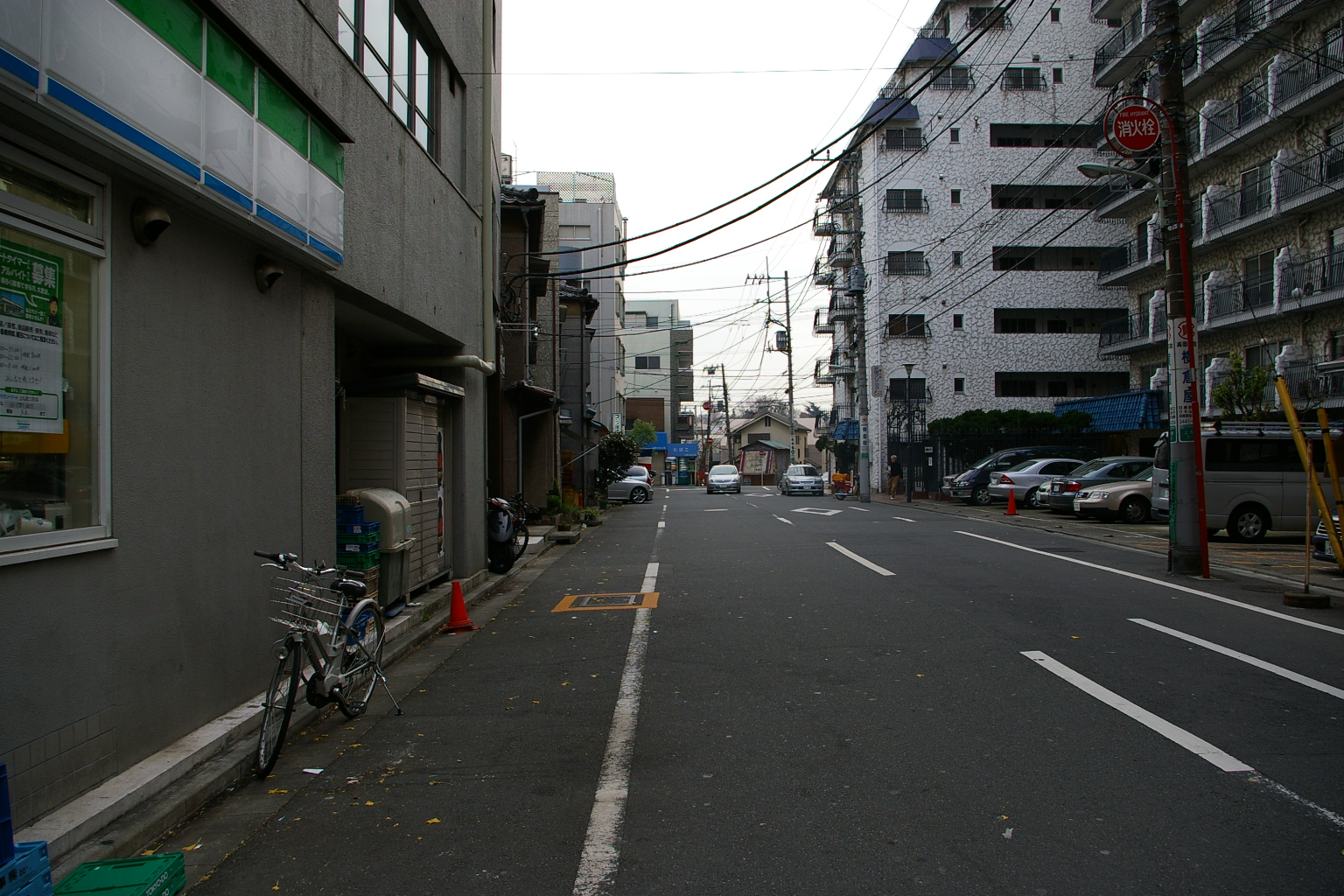
公証人役場事務長逮捕監禁致死事件逮捕（拉致）現場

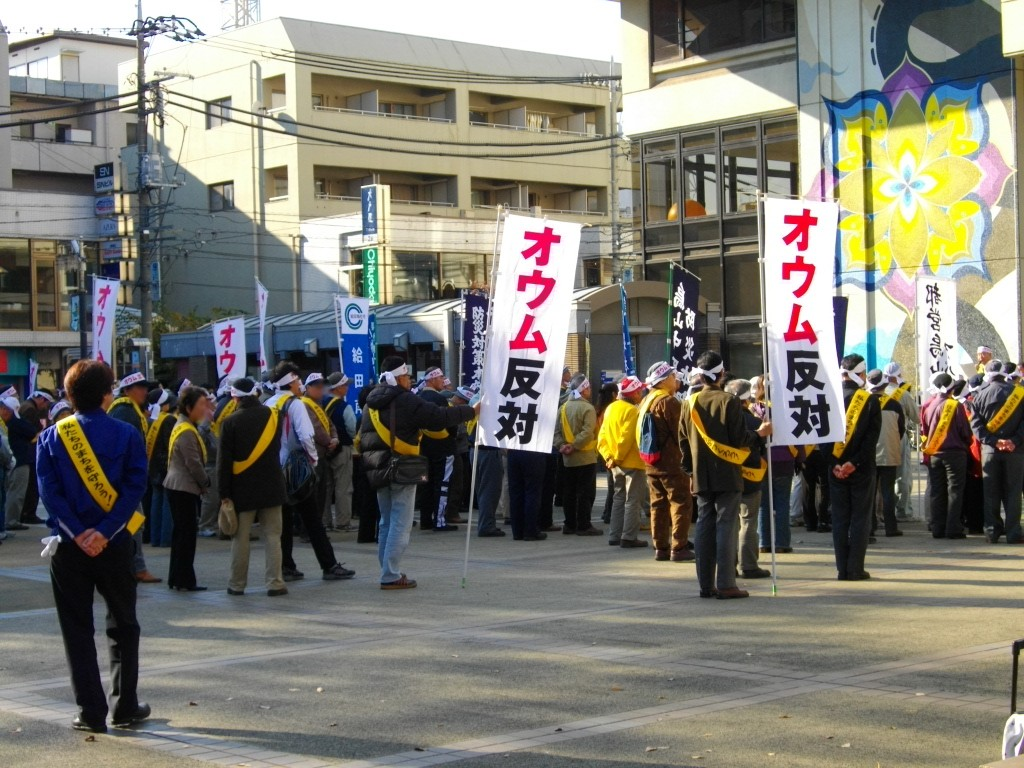
住民によるオウム真理教追放運動。各地で住民との摩擦が表面化し時にはヒステリックなまでにエスカレートした。

1995年（平成7年）1月1日、読売新聞が上九一色村のサティアン周辺でサリン残留物が検出されたことを報じ、オウムへのサリン疑惑が表面化した。教団は「上九一色村の肥料会社が教団に向けて毒ガス攻撃をしているため残留物が発見された」と虚偽の発表をするとともに、隠蔽工作に追われた。
1995年1月8日、教団ラジオで「占星学で予測する95年」と題して、麻原は村井との対談を放送、1月から4月にかけて前哨戦が始まり、11月に宗教戦争（武力革命）が発生すると予測した。1995年1月、麻原は信者らに「この中に警視庁に突っ込んで、警視総監の頭を殴ったり首根っこを捕まえて振り回せる奴はいるか」と問い、信者の一人が名乗り出ると、「今すぐやるということではない。やる時には私が耳元で囁くから」と述べた。地下鉄サリン事件の実行後にも「11月には戦争だ」と麻原は上祐に語っている。後に発見された井上ノートには「11月Xデー」とあり、自衛隊（現役・退役）信者50人、信者特殊ゲリラ部隊200人、資金援助している暴力団や過激派グループの協力を得て、完全防護服着用のゲリラ工作隊で首都を占拠し、新潟からは医師を装ったロシア軍特殊部隊が強襲揚陸艇で上陸、ゲリラ部隊と合流するなどの計画が記録されていた。
また、この1月8日の放送で教団信者が神戸で地震があると予言。1995年1月17日に阪神・淡路大震災が発生すると、教団は予言が的中したと宣伝した。
ヴァジラヤーナ・サッチャでの宣戦布告

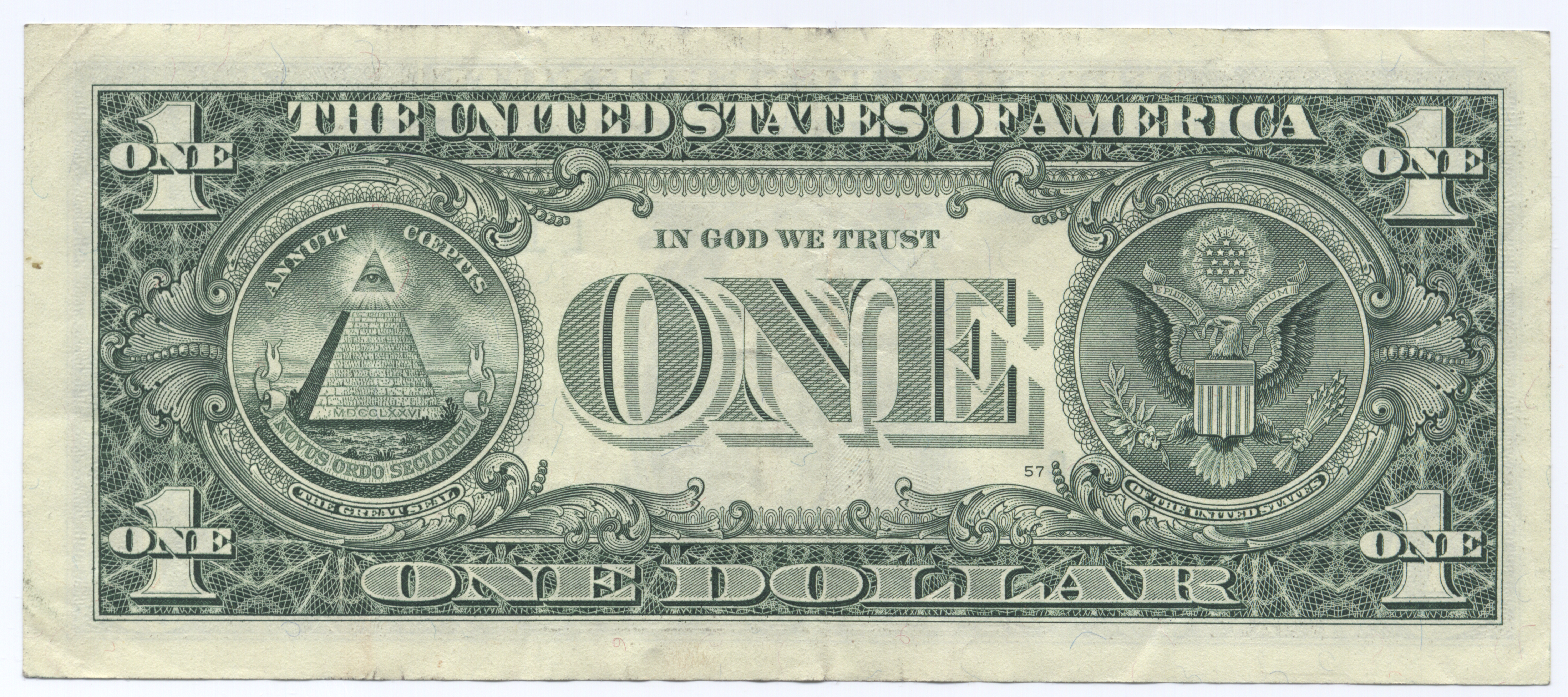
1ドル紙幣には、左のピラミッドの上にプロビデンスの目があり、「神は我々の企てを支持される」とある。

オウムは「目」が「彼ら」の象徴とする。

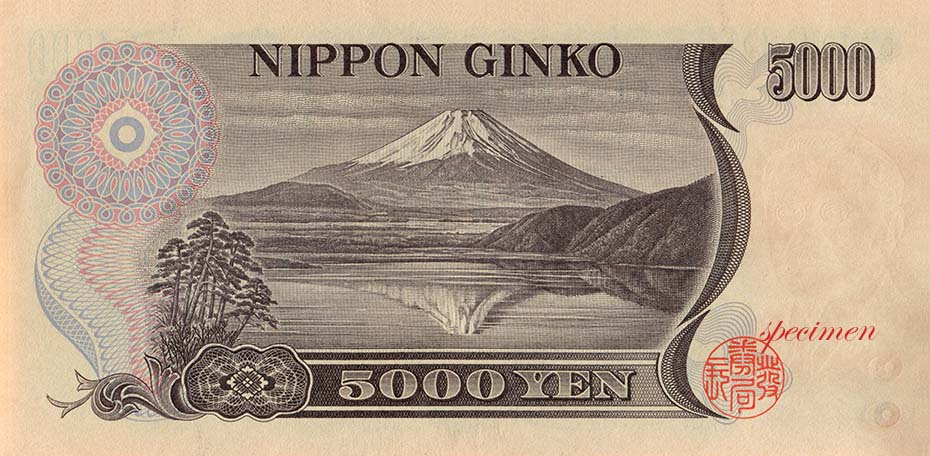
オウムは五千円紙幣で湖に写った山はユダヤのシナイ山という。

震災直後の1995年1月25日に出版された教団の雑誌「ヴァジラヤーナ・サッチャ 6号」は「恐怖のマニュアル　完全世界征服　ユダヤの野望」を特集し、「ヴァジラヤーナ・サッチャは人類を代表して正式に宣戦布告する」「人類を大量虐殺し、洗脳支配を計画している闇の世界政府に対して」「目覚めよ、日本人、立ち上がれ、世界人類、国連は我々の災いである。三百人委員会を超えよ！」と称した。同紙では、ロスチャイルド、ロックフェラー家が議長をつとめる三極委員会と外交問題評議会が米国を操る黒幕とされる。フリーメイソンはユダヤ教の一派だから、メイソンの池田大作はユダヤ人で、創価学会も統一教会もユダヤ系とされた。また、「彼ら」は自分たちの象徴に目を使うとし、1ドル紙幣のプロビデンスの目、毎日新聞、フジサンケイグループの目玉マーク、1984年に定められた五千円紙幣には「フリーメイソン」の新渡戸稲造、富士山の湖に写った山はユダヤの聖山シナイ山とされた。タルムードでは、非ユダヤ人は家畜・汚れた者で、その財産を奪い取ってよく、殺してもよい、ユダヤ人でも異教に改宗した者やトーラーを否定する者は殺さねばならないと教えられていると、説く。ナチスのユダヤ人虐殺はなかった。『シオン賢者の議定書』をユダヤ人は偽書だというデマを流しているが、本物で、ダーウィン主義、マルクス主義、ニーチェ主義はユダヤ人が仕掛けた、太平洋戦争、ベトナム戦争、パナマ侵攻、湾岸戦争も軍需産業に仕組まれた、日本への原爆投下はロックフェラーとモルガン財閥の利益のためで、デュポン家も儲けた。サイラス・ヴァンスはグローバル2000報告で戦争や飢餓による30億人の大量虐殺計画を出し、ローマクラブが実行しており、彼らはABC兵器、核兵器、生物兵器、化学兵器、プラズマ兵器、マインドコントロール兵器を用いて、人類を家畜奴隷として奉仕させることを目指している、と説いた。
麻原は震災で強制捜査が立ち消えになったものと考え、1995年2月28日、東京都内で目黒公証役場事務長だった男性を拉致した後監禁し、3月1日にチオペンタールナトリウム投与により殺害した（公証人役場事務長逮捕監禁致死事件）。この事件で教団信者松本剛の指紋が発見され、警視庁は全国教団施設の一斉捜査を決定した。
3月15日には霞ケ関駅で自動式噴霧器が発見された。これを受けて3月19日には警視庁機動隊員300名と捜査一課捜査員20名が陸上自衛隊朝霞駐屯地に派遣され、毒ガスによる抵抗を想定して防護服の装着訓練を受けた。
しかし教団は警察より早く動き、1995年3月20日に地下鉄サリン事件を決行。13人の死者と6000人以上の負傷者が発生する大惨事となった。この事件は強制捜査を遅らせるためともされる一方、地下鉄サリン事件が決定されたリムジン謀議の内容を詳細に証言している井上嘉浩によると「サリンをまいても、強制捜査は避けられないという結論で、議論が終わっていた。しかし松本死刑囚は、『一か八かやってみろ』と命じた。自分の予言を実現させるためだった」、「『宗教戦争が起こる』とする麻原の予言を成就させるために、事件を起こした」と証言 しており、麻原は自身の「ハルマゲドン」の予言を成就させるために事件を起こしたという説もある。
ナチスドイツによって開発されたサリンはその後、ソ連や米国で生産されながら実際に使用さなかったが、イラン・イラク戦争末期の1988年、イラクがイラン側に協力したとの理由でクルド人を攻撃したハラブジャ事件で使用され、3200人〜5000人が死亡、7000人〜1万人が負傷した。オウムによる連続サリン事件はハラブジャ事件に次ぐものとなった。

## 強制捜査から麻原逮捕まで
いずれにせよ強制捜査延期には至らず、事件2日後の1995年（平成7年）3月22日には、山梨県上九一色村（現・富士河口湖町）を中心とした教団本部施設への一斉捜索が行なわれた。サリンプラント等の化学兵器製造設備、細菌兵器設備、散布のためのヘリコプター、衰弱状態の信者50人以上等が見つかり、オウム真理教の特異な実態が明らかになった。また、富士山総本部の金庫から7億4600万円と金の延べ板10キロが見つかった。
翌日の3月23日に滋賀県安土町で逮捕された信者の車からは、信者名簿、教団の科学技術者名簿、暗号放送、自動小銃、サリン自動噴霧装置、火炎放射器、ロシアプラズマ兵器、ジェット戦闘機、水爆、トリウム爆弾、原子炉用レーザー技術、三菱重工業のCOレーザーなどのデータや設計図、各企業の特許技術データが入ったMOディスクが発見され、印刷すると200万ページを超えるこれらの資料は教団の武装化を裏付けるものだった。
以降、同事件や以前の事件への容疑で教団の幹部クラスの信者が続々と逮捕された。
強制捜査の際、どこの現場でも「捜索令状をじっくり読む」「立会人を多数要求する」「警察官の動きをビデオや写真に撮る」という光景が見られた。また報道陣に対してもしつこくカメラを向け、突然の捜索に驚き慌てる様子は全くなく、事前に準備され訓練された行動のようであった。実際に弁護士で信者の青山吉伸から「絶対に警察の手に渡ってはいけない違法なものに限り持ち出し、露骨な持ち出しをしないように」「令状呈示のメモ及び録音で時間を稼ぎ、私服警察官に対しては警察手帳の呈示を求める」「水際で相手を嫌にさせて、捜索意欲をなくさせる」「排除等の暴行に及んで来たらビデオで記録化する」「施設の電源を落とす」「内鍵をして立て篭る」「勝手に触ると修法が台なしになると主張する、ほとんどのものを修法されているとする」という通達と、警察との想定問答が極秘に出されていた。もちろんこれは刑法104条の証拠隠滅罪に該当する。オウムの犯罪行為は一部の信者以外には秘密であったうえ、「オウムは米軍に毒ガス攻撃されている被害者」「不殺生戒を守り虫も殺さぬオウム信徒が殺人をするはずがない」と教わっていたため、事件を陰謀と考える信者の抵抗は大きかった。
強制捜査後、上祐史浩らがテレビに出演して釈明を続け、サリンはつくっていないなどと潔白を主張した。一部の幹部は逃走し、八王子市方面に逃げた井上嘉浩、中川智正らのグループは村井秀夫から捜査撹乱を指示され、4月から5月にかけて新宿駅青酸ガス事件、都庁爆弾事件を起こした。また、その村井秀夫は1995年4月23日に東京南青山総本部前に集まった報道陣を前にして刺殺された（村井秀夫刺殺事件）。
この他、4月15日予言などオウムに関するデマも飛び交った。同年3月30日には警察庁長官狙撃事件が発生し、オウムの関与が疑われたが、2010年に公訴時効が到来した。同年4月19日には、教団とは無関係の模倣犯による横浜駅異臭事件が発生したが、異臭原因物質は不明だった。
また、事件後の95年4月に出版された著書で麻原は自分のポリシーは社会党に近く、村山富市首相に期待すると述べ、ときの首相に言を弄した。逮捕直前の95年5月中旬頃、麻原は「私の身に何が起きても決して動揺しないように」と尊師通達を出し、一部の弟子には「私は逮捕されるだろう。しかし、1年か2年、長くても3年以内に釈放されるだろう」と予言した。
1995年5月16日には再び、自衛隊の応援を得て付近住民を避難させた上で、カナリアを入れた鳥かごを持つ捜査員を先頭に、上九一色村の教団施設の捜索を開始。第6サティアン内の隠し部屋に現金960万円と共に潜んでいた麻原彰晃こと松本智津夫（当時40歳）が逮捕された。また、証拠品の押収や、PSI（ヘッドギア）をつけさせられた子供たちを含む信者が確保された。

## 麻原逮捕後
逮捕後の取調で麻原は「目の見えない私がそんな事件をやれるでしょうか。信じてもらえないでしょうが……。」と語るなどし、1995年5月27日に取調室を出る際には「武士は言い訳しないものだ」と武士道のようなことを呟いた。
1995年暮れ、麻原の「どうすれば、私の真実を明らかにできますか」との問いに、安田好弘弁護士は、法廷での空中浮揚を提案、麻原は初公判に向けて東京拘置所で修行を重ねたが、「修行により体内にためたエネルギーが、看守に体を触られて消えてしまう」と述べ、結局、空中浮揚はできなかった。麻原は、時間と空間を超えて2003年に飛んだら、米国が最終宗教戦争を引き起こし、広島に二度目の原爆が落とされていたことを現実に見聞してきた、これは予言ではない、と安田に話した。また、麻原は弁護人との接見でスピッツの歌「空も飛べるはず」を歌うこともあった。

### 刑事裁判
麻原は私選弁護人の横山昭二を解任し、95年11月、東京地方裁判所は渡辺脩、安田好弘ほか12人の国選弁護団を選任した。1人の被告に12人の国選弁護人が選任されたのは初めてだった。東京地検は、死者26人を数える一連の17事件の容疑で麻原彰晃こと松本智津夫を起訴した。事件に関与して逮捕された信者は403名、そのうち起訴183名（1996年1月18日時点）。裁判は検察側立証だけで25年かかるとも予測された。検察は、裁判の迅速化を図るため、1997年12月に両サリン事件の重傷者18人を除く3920人の殺人未遂を起訴内容から外し、さらに2000年（平成12年）10月5日にLSD・メスカリン・覚醒剤・薬物密造に関わる4事件について起訴を取り下げ、13事件とする異例の対応をとった。
|                    | 起訴された13事件 |  |
| ------------------ | --- |  |
| 殺人罪・死体損壊罪 | 男性信者殺害事件・坂本堤弁護士一家殺害事件（89年）、薬剤師リンチ殺人事件・松本サリン事件・男性信者リンチ殺人事件・会社員VX殺害事件（94年）、地下鉄サリン事件 |  |
| 逮捕監禁致死罪     | 公証人役場事務長逮捕監禁致死事件 |  |
| 殺人未遂罪         | 滝本太郎弁護士サリン襲撃事件、 駐車場経営者VX襲撃事件、被害者の会会長VX襲撃事件                                                                              |  |
| 武器等製造法違反   | 自動小銃密造事件 |  |
| 殺人予備罪         | サリンプラント建設事件 |  |

麻原は警察・検察から『容疑を認めれば、教団の解散命令や破防法適用を止める』と司法取引を持ちかけられ、自白を始めたが後で、そんなことはあり得ないと思い直し検事に自白の撤回を求めたが、通らなかった。弁護団も黙秘をアドバイスし、その後、麻原は黙秘に転じた。

#### 1996年公判
1996年（平成8年）4月24日初公判
麻原被告は人定質問で「麻原彰晃」と名乗り、本名の松本智津夫という名前は「捨てました」と述べ、職業は「オウム真理教の主宰者です」と答えた。麻原は各事件の罪状認否について「いかなる不自由、不幸、苦しみに対して一切頓着しない、聖無頓着の意識。これ以上のことをここでお話しするつもりはありません」と述べただけで、事実については語らなかった。麻原は、96年4月頃には「寝たきり老人になります」「私がやっていることはレジスタンスです」と述べ、5月15日には「拘置所の壁は厚く、洞窟に似ている。絶好の瞑想の機会を得ている」「瞑想修行を完成させたいので今の環境に満足している」と述べた。
1996年10月4日の公判で、広瀬健一は、逮捕後も帰依心は揺るがなかったが、被害者の調書を読んでぐらついたと述べ、「（麻原は）本当は自分の力（無力）に気づいている」「直視して、真実を見極めてもらいたい」と述べた。翌11月、広瀬への反対尋問が始まると、「この裁判は異常」「ここは劇場じゃないか。死刑なら死刑でいい！」と麻原は呟き、退廷となった。
岡崎が坂本事件での麻原の殺害（ポア）指示を証言すると、麻原は「完全に嘘だ」「裁判長を出せ」と大声で妨害、退廷となった。早川も端本も坂本弁護士事件での麻原による殺害指示を証言した。
1996年10月18日第13回公判
検察側証人としてリムジン謀議を証言した井上嘉浩被告への反対尋問を弁護団が開始すると、麻原は「アーナンダ（井上）は私の弟子であり、偉大な成就者である。このような人に反対尋問すると、尋問する者だけでなく、それを見聞きする者も害を受け、死ぬこともある。この事件についてはすべて私が背負うこととします。」と尋問中止を求めた。休廷後、麻原「私は全面無実です。修行を成就した井上嘉浩君を苦しめるだけで、皆さんに苦しみの業を与えることになる。（略）私の真意としては反対尋問を中止していただきたい」と述べた。弁護団は尋問中止を求めたが、裁判長は尋問を続行した。安田弁護士は、麻原を説得、反対尋問を続けた。以降の反対尋問では、麻原の事件への関与がより印象づけられ、麻原は弁護団に不信感を強めた。閉廷間際、麻原は「井上証人。精神状態が悪いと思われるかもしれないけど、そこで飛んでみてくれ。」といった。井上の7回の証言中、麻原は「そんなことばっかりいっていると来世は地獄に落ちるぞ」「何のために村井が死んだか考えろ。お前が喋らなければそれで済んだじゃないか」などと繰り返し井上に聞こえるように囁いたが、井上の離反が強まるだけだった。
10月18日の公判が終わって拘置所へ帰所後、麻原は「俺の弟子は…」「くそー」と泣き叫びながら、チーズを壁に投げつけたり、翌早朝まで独り言を言った。10月21日早朝には、独居房の扉を叩いて「私は出たい」と大声を出し、「早く、精神病院に入れてくれ」と叫び、扉を足で蹴るなどしたため、保護房に収容された。2日後、独居房に戻ったが、その翌日、「ここから出せ」と刑務官に頭から体当たりをし、押し倒そうとしたため、再び保護房に収容された。11月には職員に「ここから出れるんですか?」と質問を繰り返した。1996年10月21日から11月20日にかけて弁護団が21回接見を求めたが、14回は拒否した。弁護人の接見で、麻原は、鼻水や涙を流しながら錯乱していたり、終始うつむき、反応も心もとなく、以降は、たまに言葉が通じたが、面会拒否されるようになり、1997年以降は弁護団は麻原と意思疎通できなくなった。安田弁護士によると、以前の松本被告はジョークも言うし、相手の心を読んで話を引き出すような問いかけをしたり、教団や信者の相談にも威圧的でも断定的でもなかったという。

#### 1997年公判
1997年4月24日第34回公判
麻原は英語を交えてはぐらかすように意見陳述し、一連の事件の責任を弟子に転嫁し（弟子の暴走）、無罪を主張した。
- 地下鉄サリン事件：「弟子たちが起こしたもので、(略）私自身の共同共謀につきましては、3月18日夜、村井秀夫にひと袋でストップを命令しましたが、3月19日にもう一度、これは井上嘉浩が正しく話していれば、ストップを命令し、結局、私は彼らに負けた形になり、結果的には逮捕されるんだろうなということで、これは検察庁も裁判長も無罪として認定しています。」と、自分はサリン散布を止めたが、弟子に負けた（暴走した）[289]。
- 松本サリン事件：「オウム真理教がサリン攻撃を受けており、ここで実験すればサマナが救われるという発想のもとになされた」とし、サリン噴霧で「亡くなったのは魚であり、一番近くの方が重症者であったことを考えるならば、地下鉄サリン事件の本質的なものは殺人ではない、という立証ポイントになったわけです」「検察、裁判所も無罪としたわけです」[366]。
- 坂本堤弁護士一家殺害事件:「非常に小さな罪で、しかも実行者が5人か3人の小事件であり、一人一人を対応するならば三年か四年の刑」で、自分は指示していないことが明確な事件で、早川が真実を話している[367]。
- 薬剤師リンチ殺人事件：元信者Oが別の信者の母親を性的に誘惑し、財産を乗っ取ろうとし、麻原をナイフで殺そうとしたので起こったとし、殺害は指示していない、弟子たちが直感的なものによって殺した[368][289]。
- 公証人役場事務長逮捕監禁致死事件：事故死で、林郁夫元医師による手当てができなかった[369]
- 男性信者殺害事件：麻原は絞殺を指示していない、検察も「ハナゾノ裁判長」（不明）も無罪とした、新実も嘱託殺人（被害者からの依頼）だから無罪とした[370]。

1997年5月16日に石井久子が「麻原さんは間違っていた」と意見陳述した。
1997年6月17日林郁夫公判
麻原は初めて証人として出廷した。麻原は「マイ・ネーム・イズ・アサハラ……」「ザット・イズ・ディセンバー……」など拙い英語で小さな声で答えたり、喚きながら、宣誓書への指印を拒否した。裁判長が「正当な理由なく宣誓を拒否すると制裁を受けることになる」と尋ねると、麻原は「いい加減にしろよ」と言い放った。林が「（石井久子が「麻原は間違っていた」と陳述したことを引いて）あなたの態度は、石井被告の心にも及ばない」と言うと、麻原は「いい加減にしろよ！お前のエネルギーは足から出ているのがわからないのか！」と言い、林は「まだそんなことを言っているんですか！そんな大きな声が出るなら、証言すればいい！」と捲し立てた。麻原は「ふざけるなよ」と言い放った。麻原が英語を小声で呟くのを再開すると、林は「そうやって英語を話していれば、その世界に逃げていられるから、いいかも知れない。でも、あなたは、死が怖くて生きていられないから、転生すら信じていないのだろう。宗教はあなたにとって道具に過ぎなかった」と言い、検察官が証言の意思を聞くと、麻原は「林自体、アメリカだから…」と呟くだけで、退廷となった。他の報告では、松本被告は「ここはアメリカだから」と言い、検察官が「質問に答えられないのか」と言うと「バット・アサハラ……」と英語でつぶやいた。

#### 1998年判決・公判
1998年5月、林郁夫、無期懲役判決（控訴せず確定）。同年10月23日、岡﨑一明初の死刑判決（2005年確定）。
1998年12月2日豊田・廣瀬・杉本公判
麻原は宣誓すると言い出したが、署名や指印を拒否し、代筆は「OK」と英語で言った。裁判長は日本語での返事を求め退廷を言い渡すが、弁護人が抗議し、裁判官忌避を申し立て、裁判官は簡易棄却して閉廷となった。

#### 1999年公判・判決
1999年9月22日豊田・廣瀬・杉本公判
麻原は「豊田君は、亡くなったあとロシアで別の身体に生まれ変わり、今は中国に行っているが、やはり天才ですが、別の努力を重ねています。杉本君は、天界でオウムの教えは正しかったんだと、別の観察を進めています」と述べた。麻原は宣誓文を書いて宣誓手続きが終わった。「ボツリヌス菌はオウム真理教にはないです」、遠藤が大腸菌を培養していたが、「遠藤がオウム真理教、日本を統治したかったのかもしれませんね。私の奥さんを巻き込んで、88年か89年かな、遠藤と佐伯（岡崎）が肉体関係があって」、地下鉄サリン事件は井上が持ち込み、村井も否定的だったとし、「地下鉄サリン事件の話を聞いたことは、私はないです。」「私は地下鉄の『ち』の字も話していない」と、答えた。このほか、1985年か86年に麻原が行った空中浮遊は第三次世界大戦のきっかけとなっているとし、弁護人に脳波でその映像を送信したと称した。自分は徳川慶福、徳川慶喜の直系であり、天皇家直系の藤原で、統一教会の文鮮明と血縁関係にあり、韓国、朝鮮、イラン、ユダヤ各王の関係者が選挙の後押しをしたから、落選するはずがなかったと述べた。
1999年9月30日、横山真人死刑判決（2007年確定）
1999年11月10日豊田亨・杉本繁郎公判
麻原は、前に大腸菌と言ったのは間違いで、ブドウ状球菌だとし、「私は宇宙全体を動かす生命になってますが、動かす脳が破壊されているから、動かせなくなっています」と言い、英語や小声で話した。杉本繁郎が直接尋問で「もういい加減目を覚まして、現実を見つめたらどうですか。いつまで最終解脱者、教祖と言っているつもりですか」と言うと、麻原は「もうちょっと、黙ってた方がいいと思うけど。石井とか知子とかに黙って、LSDを最初に使ったこと、わかってんだよ！」と答え、杉本は「結局何も答えられないんですか。最終解脱者の能力はどうしたんですか。（略)私はあなたを信じて、大馬鹿者だったと思っている。そういう気持ち、わかりますか！」と泣きながら発言した。その後、豊田亨が「何も言わないつもりでしたが、今日のあなたの態度を見て考えが変わりました。（略)質問にも答えないで。あなたの裁判を見ていると、流れるがまま、長引くまま、逃避しているとしか思えない」「地下鉄サリン事件は村井と井上が起こしたと言った。つまり止める力もないわけです」と述べると、麻原は沈黙した。

#### 2000年 - 2004年判決
2000年6月6日、井上嘉浩に無期懲役判決（2004年控訴審で死刑判決、2010年死刑確定）。同年6月29日、林泰男に死刑判決（2008年確定）。同年7月17日、豊田亨と広瀬健一に死刑、杉本繁郎に無期懲役判決（いずれも2009年確定）。同年7月25日、端本悟に死刑判決（2007年確定）、同年7月28日、早川紀代秀に死刑判決（2009年確定）。
2002年7月29日、新実智光死刑判決（2010年確定)。同年10月11日、遠藤誠一死刑判決（2011年確定）。
2003年4月24日、検察は論告求刑公判で、麻原は「自己が絶対者として君臨する専制国家」の建設を企てた、13事件の首謀者で、「弟子が勝手にやった」との主張は「刑事責任を免れるための虚偽」で、両サリン事件は「犯罪史上最も凶悪な犯行」だったとし、死刑を求刑した。弁護側は2003年10月31日の最終弁論で「事件は弟子たちの暴走で、麻原被告は無罪」と主張し、結審した。
2003年10月29日中川智正死刑判決（2011年確定）。2004年1月30日、土谷正実死刑判決（2011年確定）。

### 教団への解散命令
教団は村岡達子代表代行と長老部を中心として活動を継続していたが、1995年（平成7年）10月30日東京地裁により解散命令を受け、同年12月19日の東京高裁において、即時抗告が、翌1996年（平成8年）1月30日の最高裁において特別抗告がともに棄却され、宗教法人法上の解散が確定した。
1996年（平成8年）3月28日、東京地裁が破産法に基き教団に破産宣告を下し、同年5月に確定する。
1996年（平成8年）7月11日公共の利益を害する組織犯罪を行った危険団体として破壊活動防止法の適用を求める処分請求が公安調査庁より行われたが、同法及びその適用は憲法違反であるとする憲法学者の主張があり、また団体の活動の低下や違法な資金源の減少が確認されたこと等もあって、処分請求は1997年（平成9年）1月31日公安審査委員会により棄却された。これに先立ち、破防法の団体適用を避けるため、安田好弘弁護士らの助言で、松本被告は教祖をやめ、教団は解散、殺人を肯定する教義だとされたタントラ・ヴァジラヤーナの教えを封印した。

### 教団の活動再開から休眠宣言まで
破防法処分請求棄却後により教団も活動を継続し、「私たちまだオウムやってます」と挑発的な布教活動や、パソコン販売による資金調達などを行った。一方、一連の事件については「教団がやった証拠がない」とし、反省や謝罪をせず、被害者に対する損害賠償にも応じなかった。
この頃教団は、当時黎明期であったインターネット上に公式サイトを開設
（1999年、休眠宣言により事実上閉鎖。初期版/中期版/後期版）。麻原が毒ガス攻撃を受けていた、坂本弁護士一家殺害事件は弁護士事務所の者が怪しい、だんご三兄弟ヒットはフリーメイソンの陰謀などと主張したり、麻原や上祐が出てくる探索ゲーム「サティアン・アドベンチャー」、オウム×新世紀エヴァンゲリオンの二次創作があったりとやりたい放題の内容であった。さらに一部の熱心な信者は一般人を装って、ネット上にオウム事件陰謀説を流布していた。
教団の姿勢は社会の強い反発を招き、長野県北佐久郡北御牧村（現・東御市）の住民運動をきっかけに、オウム反対運動が全国的に盛り上がりを見せ、国会でもオウム対策法として無差別大量殺人行為を行った団体の規制に関する法律（いわゆる「オウム新法」）を制定するに至った。
予言されたハルマゲドンもなかったことから、教団は1999年9月に「オウム真理教休眠宣言」、12月1日は「正式見解」を発表し事件を形式的に認めた。
その後、後継教団が複数ある（#後継教団）。

### 麻原への死刑判決、控訴趣意書の提出遅延問題
2004年（平成16年）2月27日、東京地方裁判所は麻原彰晃に死刑判決を言い渡した。国選弁護団は即日控訴し、辞任した。高裁は2005年1月11日を控訴趣意書の提出期限とした。この日、麻原は拘置所で「なぜなんだ、ちくしょう」と叫んだり、夜間に布団の中で「うん、うん」とうなったり、笑うなどした。
2004年4月、新たに私選弁護人松井武と松下明夫の2人がついたが、麻原は長く面会拒否し、7月の初面会でも意思疎通ができなかった。2004年10月28日、弁護人は、精神鑑定申立および1回目の公判停止の申立(刑訴法314条)を行うが、 高裁は12月20日に斥ける。
2005年1月、控訴趣意書の提出期限が、2005年8月31日まで延長することが認められる。2005年7月、弁護人は医師の意見書を添付して第2回目の公判手続停止の申立を行うが、2005年8月19日に高裁は斥ける。しかし、高裁は、弁護側が提出した精神科医の意見書での「長期の拘禁による意志の障害で、心神喪失状態」との指摘を配慮し、精神鑑定の実施を伝えた。
ところが、提出期限の2005年8月31日、弁護側は控訴趣意書を持参したが、精神鑑定の立ち合いや鑑定人尋問に関する申し入れが拒否されたためとして提出しなかった。9月2日、東京高裁は控訴趣意書の即時提出を弁護団に要請した。
2005年9月、東京高裁は、精神科医西山詮医師に鑑定を依頼する。同年12月10日、東京高裁の裁判官が、麻原と面会する。他方、2006年（平成18年）1月-2月、弁護団は独自に鑑定を実施、野田正彰などの精神科医は麻原の訴訟能力を疑問視した。
2006年2月20日に東京高裁に提出された西山鑑定書によれば、麻原は1996年10月の井上嘉浩への尋問中止を試みたが失敗し、拘置所で泣き叫び、チーズを壁に投げつけ、朝まで独り言を言うなどしたが、これは「裁判上の危機に直面して現れた興奮状態」で、「精神病的要素はなく、強い幻滅や怒りによるもので、利害を熟慮している」、1997年3月ごろからの麻原の空想話や独り言、自殺願望や奇行については「自分の公判では不規則発言を繰り返すが、元弟子の公判での証言は多弁。立場によって使い分けて」おり、精神病の兆候ではなく、1997年7月以降は独房での独り言以外には言葉を発しなくなったが、2004年2月の死刑判決の後に錯乱したり、10月には野球の投球フォームをして「甲子園の優勝投手だ」と話したり、食事は介助を受けていないことから、「意思発動に偏りがあるのは不自然で、沈黙は裁判からの逃避願望で説明できる。黙秘で戦うのが９６年以降の被告の決心」で、訴訟能力はあると結論づけた。高裁はこの鑑定書への意見書の提出を2006年3月15日までとした。
弁護側は反論書を2006年3月15日に提出、3月21日には高裁に3月28日に控訴趣意書を提出すると伝える。しかし高裁は、前日の3月27日に控訴棄却を決定。 弁護人は、翌日に控訴趣意書を提出し、3月30日には控訴棄却に対する異議申立を行うが、高裁は5月29日に異議申立を棄却する。
弁護側は、麻原の訴訟能力が無く、控訴趣意書の提出遅れは「やむを得ない事情」があったとして最高裁へ特別抗告を行ったが、2006年9月15日、最高裁は、西山鑑定書の信用性は十分で、原審の判断は正当で、弁護団は控訴趣意書を作成したと明言しながらも再三にわたる提出勧告に反し提出せず、弁護人と申立人（麻原）との意思疎通不能は遅延の正当な理由とはならない、と棄却した。これにより、控訴審が実施されないことが確定した。
法学者白取祐司は、2006年3月28日に提出された控訴趣意書は、松本被告の訴訟無能力公判手続を停止しなかった原審に手続違背があり、事実誤認があることのみを主張する4頁ほどの分量にすぎず、準備が不足していた。被告人との意思疎通が困難であっても、控訴審を開かせ、被告の訴訟無能力や受刑能力、1審で争われた論点について争うべきだったと批判した。
滝本太郎弁護士は、2005年8月の控訴趣意書未提出について、刑事訴訟法386条では「期間内に控訴趣意書を差し出さないときは、決定で棄却しなければならない」とあり、「ここで提出していれば、なんの問題もなく2審は始まっていた」、これはチキンゲームだったと述べる。
二審弁護人らは、日弁連から「控訴趣意書を長期間提出せず、死刑という重大判決を確定させ、被告の裁判を受ける権利を失わせた」と懲戒（戒告）処分を受けた。

### 再審請求から死刑執行まで
弁護団は2010年と2013年に二度の再審請求を行ったが、最高裁が特別抗告を退け、再審を認めないことが確定した。
収監後も麻原への帰依を続けていた土谷正実は、裁判で「国家権力の陰謀」が判明すると期待していたが、逆に麻原の嘘が暴露され、しかも麻原が証言しなかったことから「弟子を放置して逃げた」との思いが強まり、さらに、麻原は土谷の証言を理解し、裁判長の反応も気にしており、精神疾患の兆しはなく、「詐病に逃げた」と思うようになって、帰依心が崩れたとし、麻原には事件について正直に述べてほしい、と2011年2月に語った。
オウム裁判は、地裁では7年10カ月をかけて257回の公判を行い、証人は522人召喚され、1258時間の尋問時間のうち1052時間を弁護側が占め、検察側証人に対しては詳細な反対尋問が行われ、さらに麻原には特別に12人の国選弁護人がつけられ、その費用は4億5200万円だった。
2018年7月6日、麻原は、早川紀代秀・井上嘉浩・新実智光・土谷正実・中川智正・遠藤誠一とともに死刑執行、7月26日、岡﨑一明、横山真人、林泰男、豊田亨、広瀬健一、端本悟らも死刑執行された。戦後最大規模となったこの死刑執行に対して、EU28カ国とアイスランド、ノルウェー、スイスは、死刑は非人道的で犯罪抑止効果もないと批判した。

### 「弟子の暴走」論の登場と麻原主犯説に関する論争
事件後、メディアのオウム真理教の描き方が善悪二元論的、画一的であるとして批判したのが映像作家の森達也であった。森は「弟子の暴走」論に立脚した書籍を出版し、死刑執行直前の2018年6月4日には、森、宮台真司、田原総一朗、想田和弘、香山リカ、山中幸男、鈴木邦男、高橋裕樹、雨宮処凛らが「オウム事件真相究明の会」を立ち上げ、麻原は重度の意識障害にあり、またサリン事件の動機解明も不十分などと訴えた。
これに対してジャーナリスト江川紹子は裁判を通じて多くの事実が明らかになっているとし、「麻原の弁護人や検察官、裁判官だけでなく、かつての弟子たちが、全身全霊をかけて語りかけ、血がほとばしるように説得をしても、彼（麻原）は頑強に真実を語ることを拒んだ」、さらに著名人の利用はオウムの得意技であり、教団の勢力回復に貢献してしまうリスクについて「真相究明の会」は無自覚だと批判した。
死刑執行後に森達也は「それでも麻原を治療して、語らせるべきだった」「意識を取り戻した麻原を徹底的に追い詰めて、公開の場でとどめを刺すべきだった」などと江川に反論した。
これについて被害対策弁護団の滝本太郎弁護士は「公開の場でとどめを刺すべき」というのは制度上ありえず、新制度としても憲法上の黙秘権保障や人民裁判禁止に反したことでデマゴギーだと批判。また、森はリムジン謀議のことばかり言うが、つまり地下鉄サリン事件の2日前の1995年3月18日リムジンの中で麻原の指示を受けたという井上嘉浩の証言があって、井上が後でそれを否定していることから、麻原主犯説の根拠はないと論じるが、リムジン謀議だけで共謀共同正犯は立証されるわけではなく（同乗した他2人は不起訴）、同じ3月18日に麻原が遠藤誠一にサリン生成を指示したことや、事件当日の3月20日未明にはサリンの入った段ボール箱に麻原は『修法』という儀式を行ったことなど、ほかのこともすべて絡んで麻原は主犯とされている、したがって森は判決を読んでいないと言えると反論した。また、訴訟能力を争いたいのならば、控訴審、高裁、最高裁まで争えば良かった、「森氏は裁判所に責任があるように言っているけど、弁護人のチキンゲームで一審だけで終わってしまった」と反論した。また、滝本も理事をつとめる日本脱カルト協会は、麻原の弟子の12名に関して死ぬまで事件への自らの関わりを分析・反芻させること以外に償いはないとして無期懲役刑に減刑する恩赦申請を提出したが、一方、「真相究明の会」は弟子12名の死刑囚には触れてないと批判している。
このほか、森が第33回講談社ノンフィクション賞（選考委員の一人は中沢新一）を受賞した『A3』において一審弁護団の「弟子の暴走論」支持を表明したことに対して、日本脱カルト協会と滝本弁護士、青沼陽一郎、藤田庄市らは裏付けもなく事実関係を歪めていると抗議した。

### 未解決事件
麻原らの死刑執行直後の2018年7月11日に発売された週刊新潮7月19日号では、これまで知られていなかった女性信者殺害事件が報じられた。この事件は、1990年か1991年頃に女性信者が金銭の横領を疑われ殺害（ポア）されたもので、遺体は焼却後、本栖湖に流され、麻原は殺害後「彼女は魔女だったよ」と言った。この事件は立件されないまま、時効となった。
このように未解決事件も未だ残っており、教団関係での行方不明者は50人を超える。

### ロシア
ロシアでは地下鉄サリン事件以後、「国家の安全及び社会秩序を乱す宗教団体」を禁止する内容の信仰自由法改正案が出された。ロシア正教会司祭で当時下院議員だったヤクーニンは、オウムが活躍した責任の一端は、ロシア正教が形骸化しており、魅力を失っていたことにもあると指摘する。1997年宗教法では、ロシア正教の役割が明確化され、またオウムの出家制度が念頭に置かれ、財産の教団への譲渡の強制などが禁止された。